# St. Martini (Bremen)

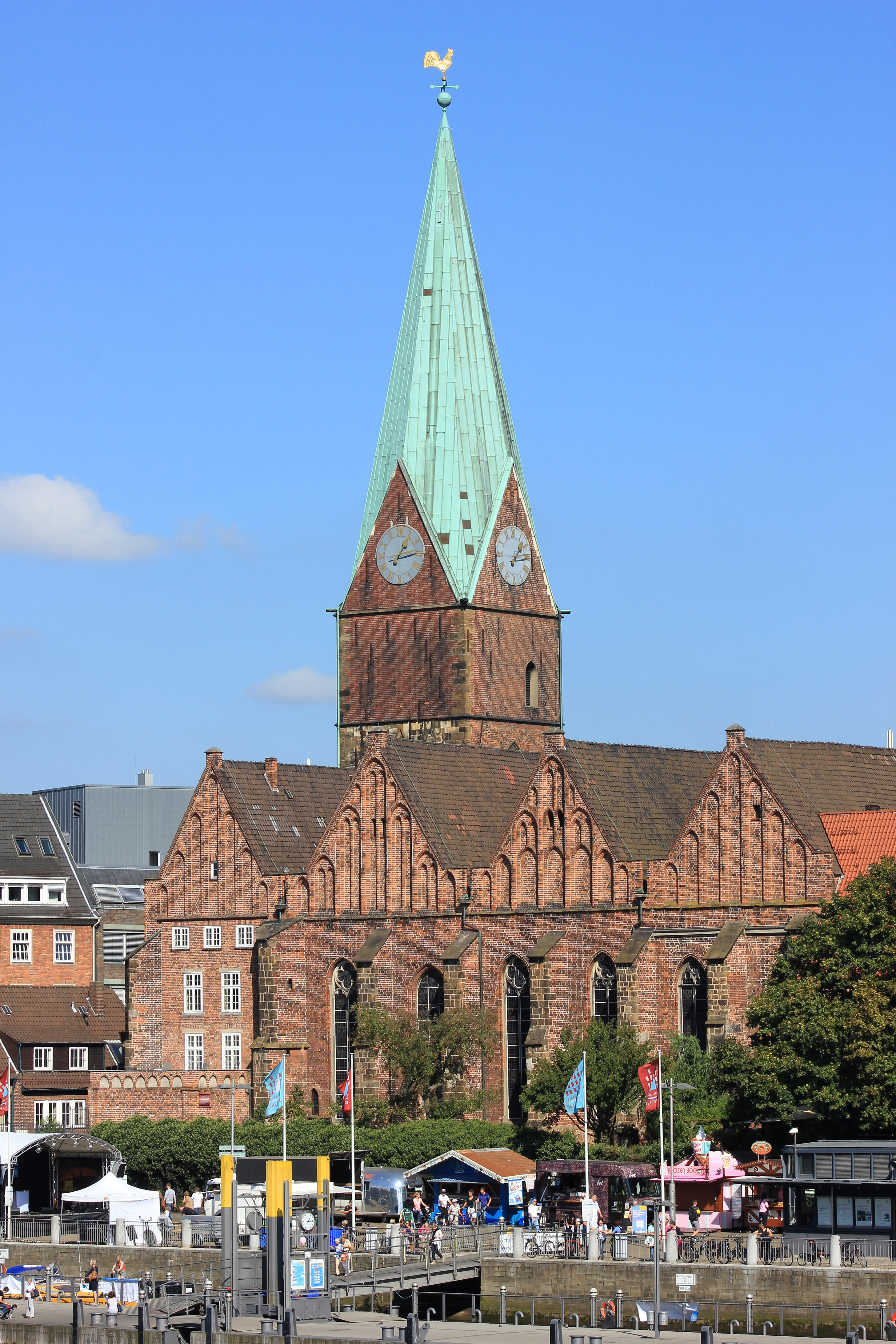
Teile der Weserseite der Martini-Kirche, vom Teerhof aus gesehen

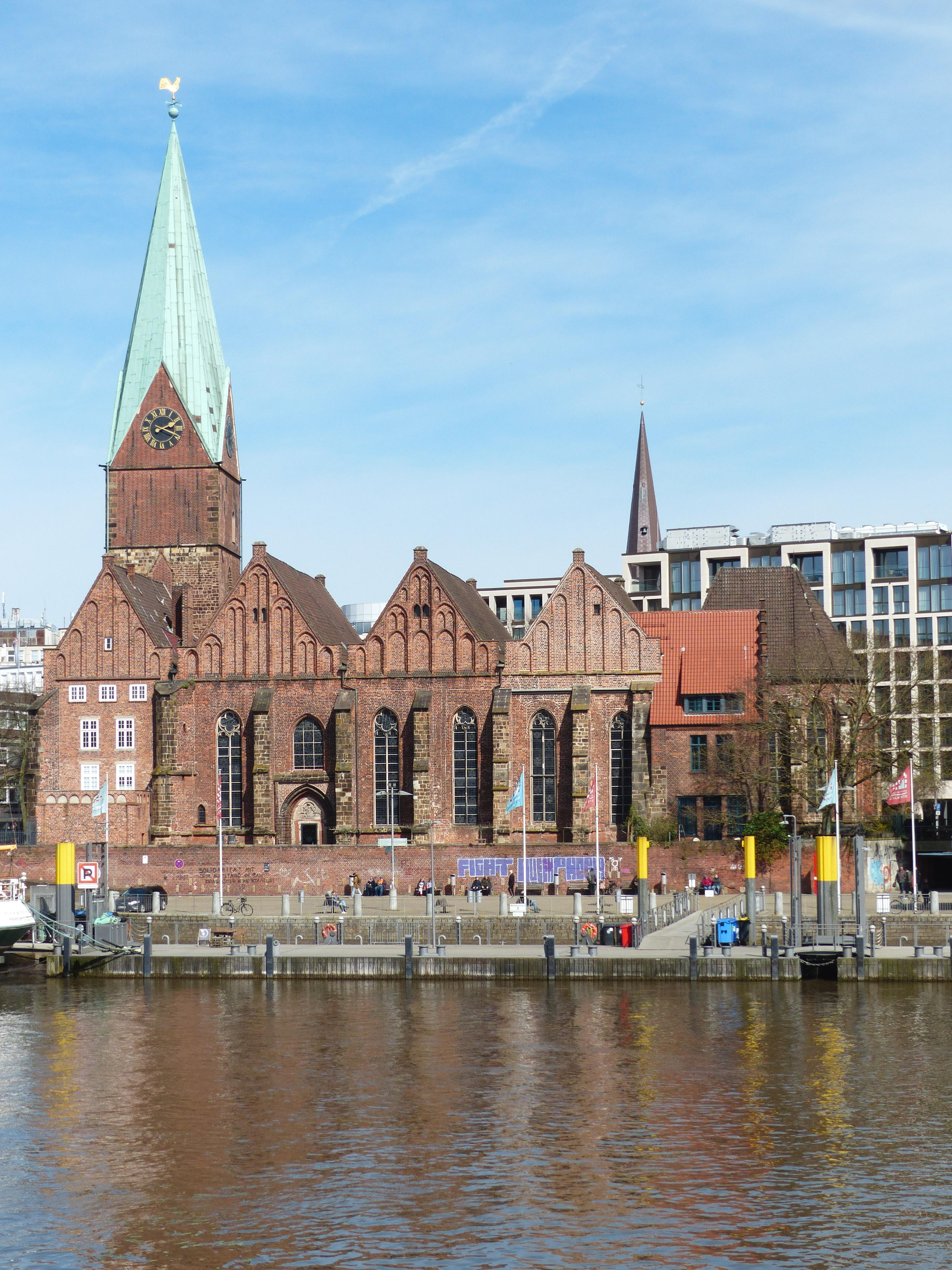
Weserseite der Martini-Kirche, vom Teerhof aus gesehen, samt Chor und Neanderhaus

Die St.-Martini-Kirche (Plattdeutsch Sunte Marten) in der Altstadt von Bremen (nicht zu verwechseln mit der St.-Martini-Kirche in Bremen-Lesum) ist die viertälteste der fünf erhaltenen Altstadtkirchen und steht in unmittelbarer Nähe zur Weser oberhalb des nach ihr benannten Schiffsanlegers an der Schlachte. Der spätgotische Backsteinbau erlitt im Zweiten Weltkrieg 1944 schwere Zerstörungen und wurde bis 1960 wieder aufgebaut. Er gehört zur evangelisch-reformierten St.-Martini-Gemeinde.
Das Gebäude steht seit 1917 unter dem Bremischen Denkmalschutz.

## Kenndaten
Der gesamte Kirchenbau hat heute eine Länge von 60 m und eine Breite von 31 m.
Das südöstlich angebaute Pfarrhaus geht in diese Maße nicht ein, da es in Richtung der Gebäudeachse vom Chor überragt wird und in Querrichtung mit einem Strebepfeiler des Langhauses abschließt.
Die Längsachse des Gebäudes verläuft von Nordwesten nach Südosten, mit Abweichung von einer exakten Westostrichtung um etwa 47,5°.
Der Turm hat heute mit der rund 3,5 m hohen Wetterfahne eine Höhe von 62 m und eine Breite von 9 m. Die Turmuhr befindet sich in einer Höhe von 33 m (Mitte des Zifferblatts).

## Geschichte

### Allgemeine Geschichte

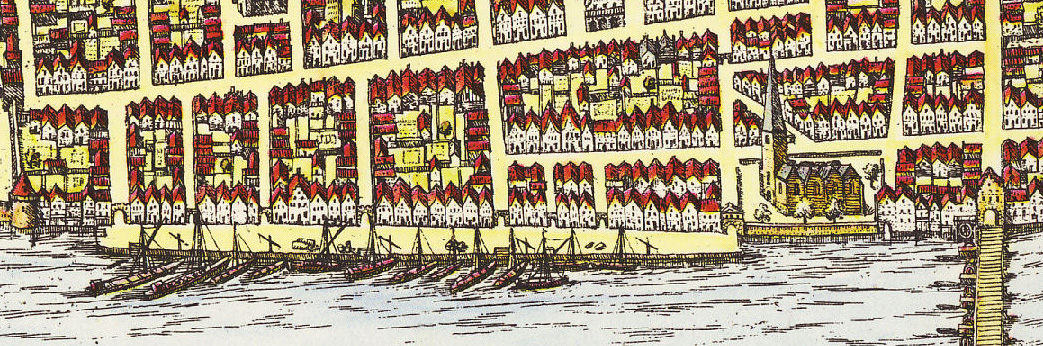
Bremen um 1600 mit Schlachte und Martini-Kirche von Frans Hogenberg

Die Gründungsgeschichte von St. Martini geht zurück auf Klagen aus der seit Mitte des 12. Jahrhunderts stark anwachsenden Bevölkerung (um 1200 etwa 10.000–15.000 Einwohner) über geistliche Unterversorgung. Zu der ersten Pfarrkirche, St. Veit, der heutigen Liebfrauenkirche, war 1139 die Stephanikirche hinzugekommen, zu deren Gemeinde außerdem auch weserabwärts gelegene Dörfer gehörten. Nach dem Bau der Stadtmauer Ende des 12. Jahrhunderts lag sie zwar zunächst außerhalb der Ummauerung, aber ihr Sprengel umfasste auch einen Bereich innerhalb des ersten Mauerrings.
Am 31. Juli 1227 befahl Papst Gregor IX. dem Bremer Erzbischof Gerhard II., die bestehenden Missstände zu beheben, was 1229 zur Neufestsetzung der Kirchspielgrenzen führte. Neben Unser Lieben Frauen wurden die neuen Sprengel für St. Ansgarii und St. Martini zugewiesen.

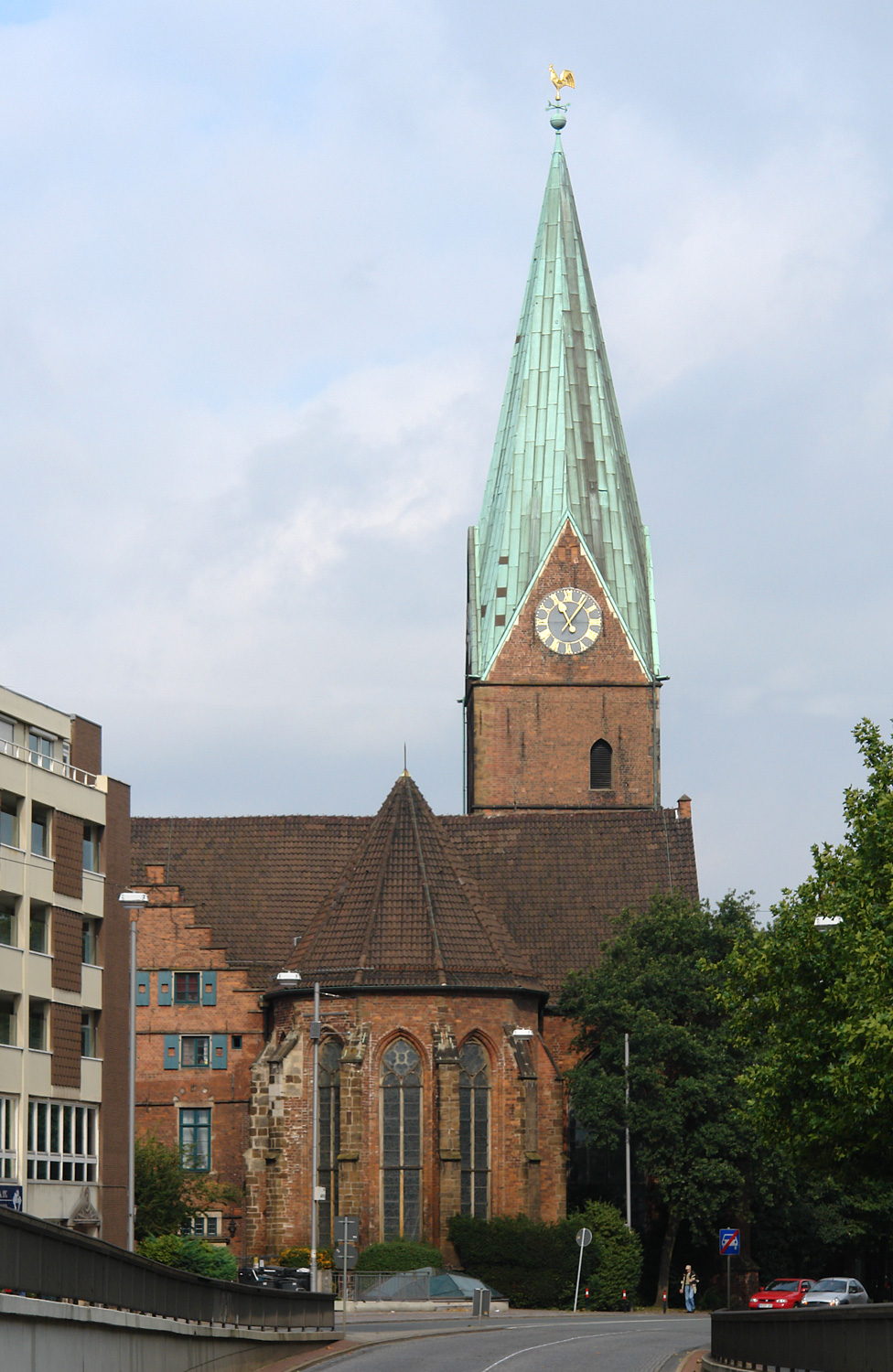
Von (Süd-)Osten: links neben dem Chor Neanderhaus mit Stufengiebel

Die erste urkundliche Erwähnung von St. Martini als selbständige Pfarrgemeinde datiert demzufolge aus dem Jahr 1229. Ihren Namen erhielt sie nach Sankt Martin (um 316 bis 397), der im Jahre 375 Bischof von Tours wurde und später der Nationalheilige der Franken war.
St. Martini lag auf der Insel zwischen dem Weserarm Balge und dem Hauptstrom der Weser. Dieser Martenswerder bildete auch den größten Teil des ihr zugewiesenen Pfarrsprengels. Zunächst lag sie damit außerhalb der Stadtmauer, was reisenden Kaufleuten und Schiffsbesatzungen auch nach dem Schließen des Stadttors (Fischertor – porta piscatorum, die spätere Erste Schlachtpforte) Gelegenheit zum Kirchgang gab. Trotz des Baus einer Wehrmauer 1371 an der Flussseite und mehrfacher Erhöhung des Fußbodens litt die Kirche immer wieder unter Überschwemmungen. Das spiegelt sich auch in einem alten Reim wider: Sunt Marten – wo de Wind döer weit; wo’t Water döer geiht (Sankt Martin – wo der Wind durch weht; wo das Wasser durch geht).
Gerade noch im Sprengel der Martinipfarrei lag der am Nordufer der Balge und an der Südseite des Marktplatzes errichtete Schütting, Sitz des Koopmanns to Bremen, der Kaufmannsgilde und deren mächtiger Älterleute. So galt St. Martini jahrhundertelang als die Kirche der Kaufleute und wurde nach den Elderleuten auch „Ollermannskark“ genannt.

### Baugrund
Wegen der Lage im Uferbereich des Weserflusses musste der Baugrund zur Errichtung des ersten Gotteshauses erheblich aufgeschüttet und befestigt werden und im Laufe der Zeit bestand mehrmals akute Einsturzgefahr. Den Hochwasserstand im Kirchenraum vom März 1881 zeigt eine Beschilderung im vorderen Teil des Südschiffes. Die 1887 bis 1892 vorgenommenen Weserregulierung wirkte sich in unterschiedlicher Weise aus: Die Absenkung der Gewässersohle des Stroms verminderte die Überschwemmungsgefahr bei Binnenhochwasser. Der massiv erhöhte Tidenhub von jetzt vier Metern bei der Bremer Altstadt lässt auch den Grundwasserspiegel innerhalb von 23 Stunden zweimal stark ansteigen und zweimal stark fallen. Für das Eichenpfahlrost unter den Fundamenten bilden Grundwasserabsenkungen wie in allen derartigen Fällen ein Risiko, denn das Holz beginnt zu faulen, wenn es nicht mehr unter Wasser liegt.

### Baugeschichte

#### Mittelalter

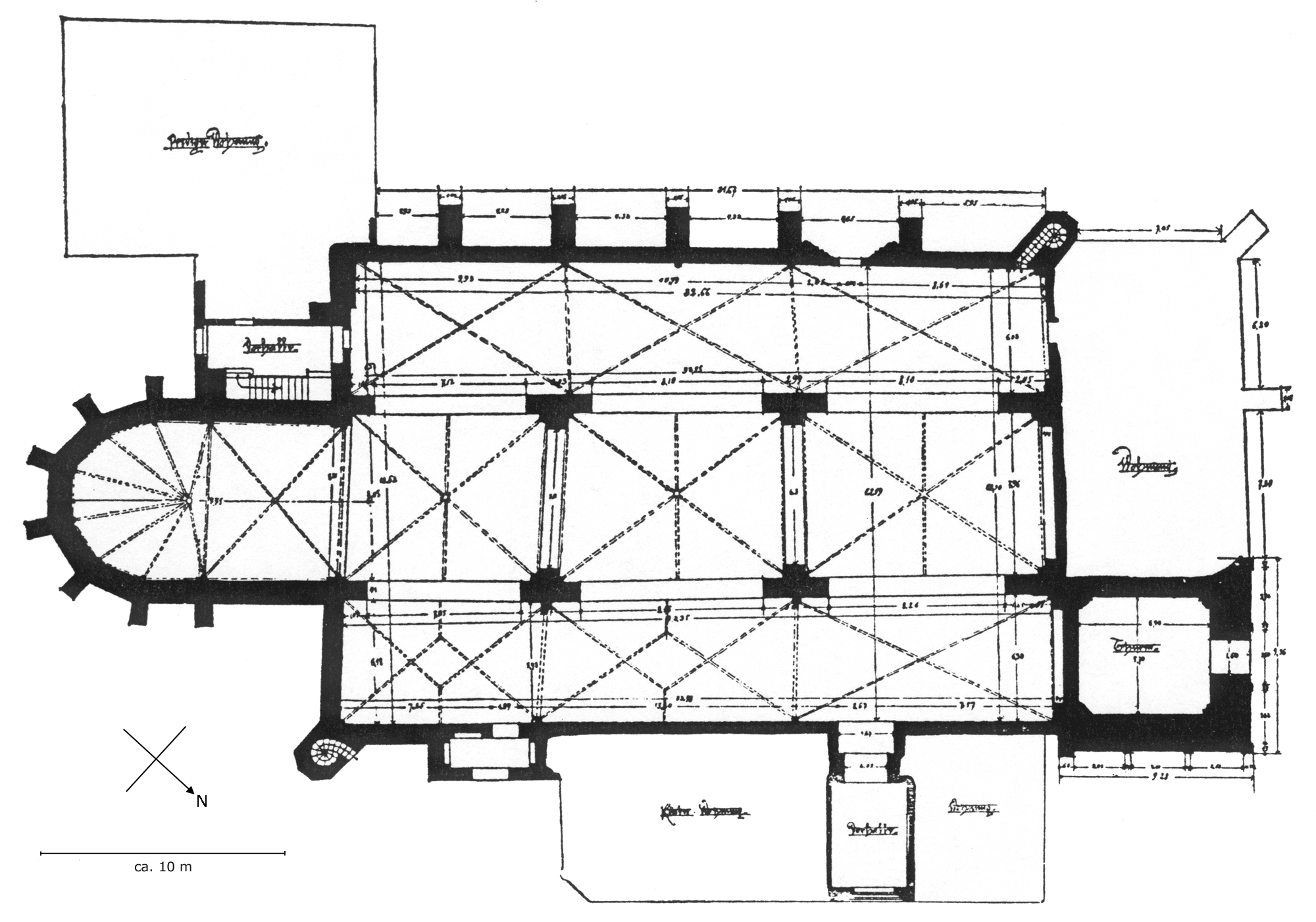
Grundrissentwicklung seit dem 14. Jh., oben Süd(west)portal mit Stufengewände, unten Nord(ost)portal mit Vorhalle statt ehem. Marienkapelle

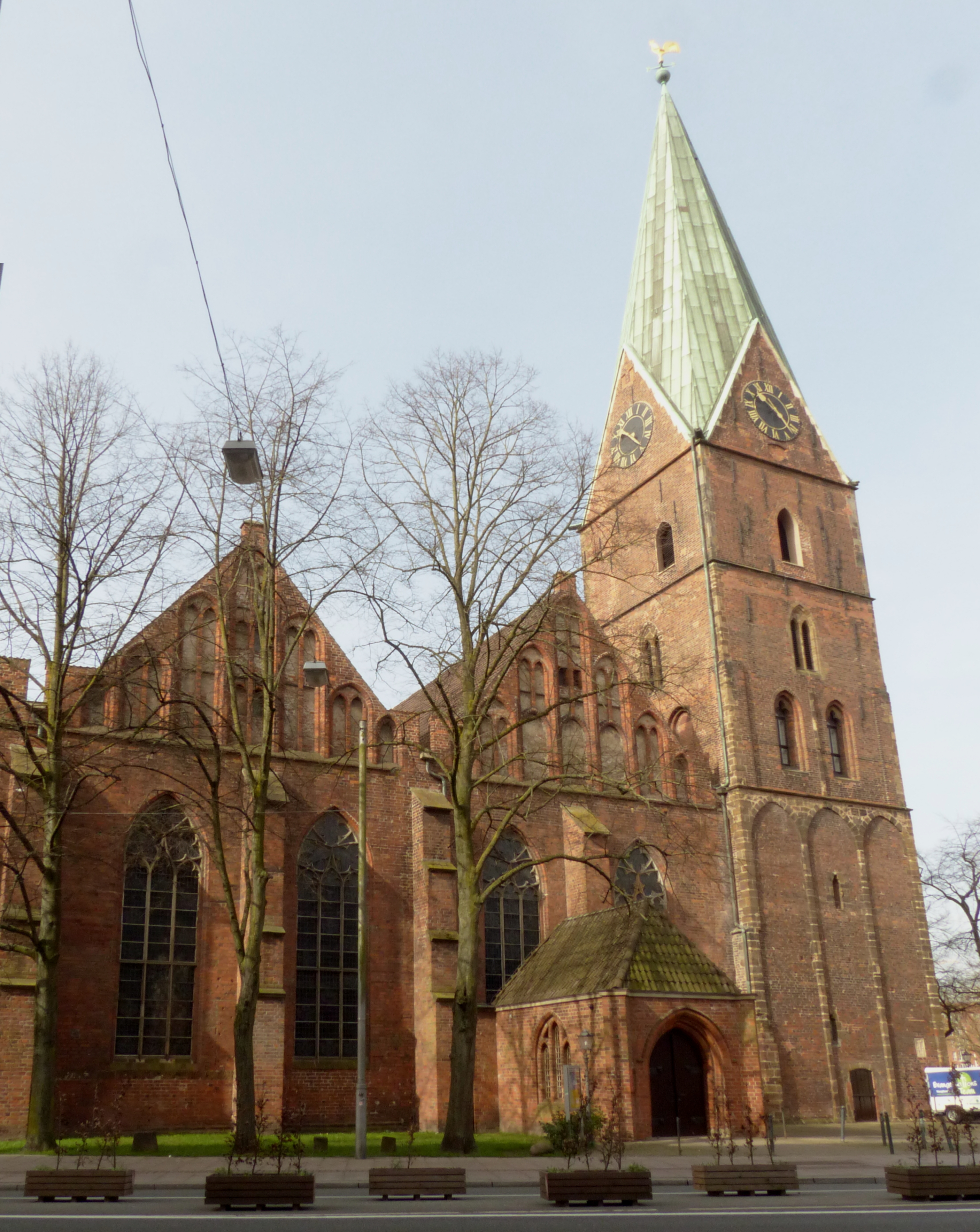
Nordostseite der Martinikirche, aus dem Hauseingang von Martinistraße 27 gesehen

Zunächst wurde St. Martini als Basilika errichtet, und zwar schon überwiegend aus Backstein, nachdem kurz vorher begonnen worden war die ältere Pfarrkirche Unser Lieben Frauen durch eine frühgotische Hallenkirche zu ersetzen, mit Kernmauerwerk aus Backstein, aber überwiegend Sandsteinverblendung. Mit 38,60 m Länge ihres Mittelschiffs und 24,50 m Gesamtbreite war St. Martini die kleinste Bremer Pfarrkirche. Im (Süd-)Osten hatte sie eine Hauptapsis am Mittelschiff und Nebenapsiden an den Seitenschiffen.
Wegen des zur Weser hin unsicheren Baugrundes wurde der Turm asymmetrisch vor das nördliche Seitenschiff gesetzt. An der Baufuge zwischen dem etwas vorstehenden Turm und der Nordwand des Schiffs schließt seit dem Umbau zur Hallenkirche jüngeres Mauerwerk des Schiffs an älteres des Turms an. Die Fassadenwände des unteren Turmgeschosses sind durch Lisenen und Spitzbögen aus Sandstein in jeweils drei große Blenden gegliedert, deren Hintergrund aus Backstein besteht. Die Turmgeschosse darüber sind nach (Nord-)Westen mit Sandstein verblendet, die anderen drei Turmseiten zeigen dort Backstein.
Große Teile der drei Mittelschiffsjoche von St. Martini stammen noch vom basilikalen Erstbau, allerdings in zwei Phasen. Das älteste Außenmauerwerk findet sich am wenig jüngeren Turm. Archäologisch nachgewiesen sind zudem Reste der Nordwand des Schiffs und derjenigen des Chors, dreier Apsiden sowie die Basen zweier oberirdisch nicht mehr erkennbarer Arkadenpfeiler. (s. u.)
Aus dieser Zeit stammen die aus Backstein gemauerten robusten Rechteckprofile der Gurtbögen und ihre aus Sandstein gefertigten Wulstrippen.

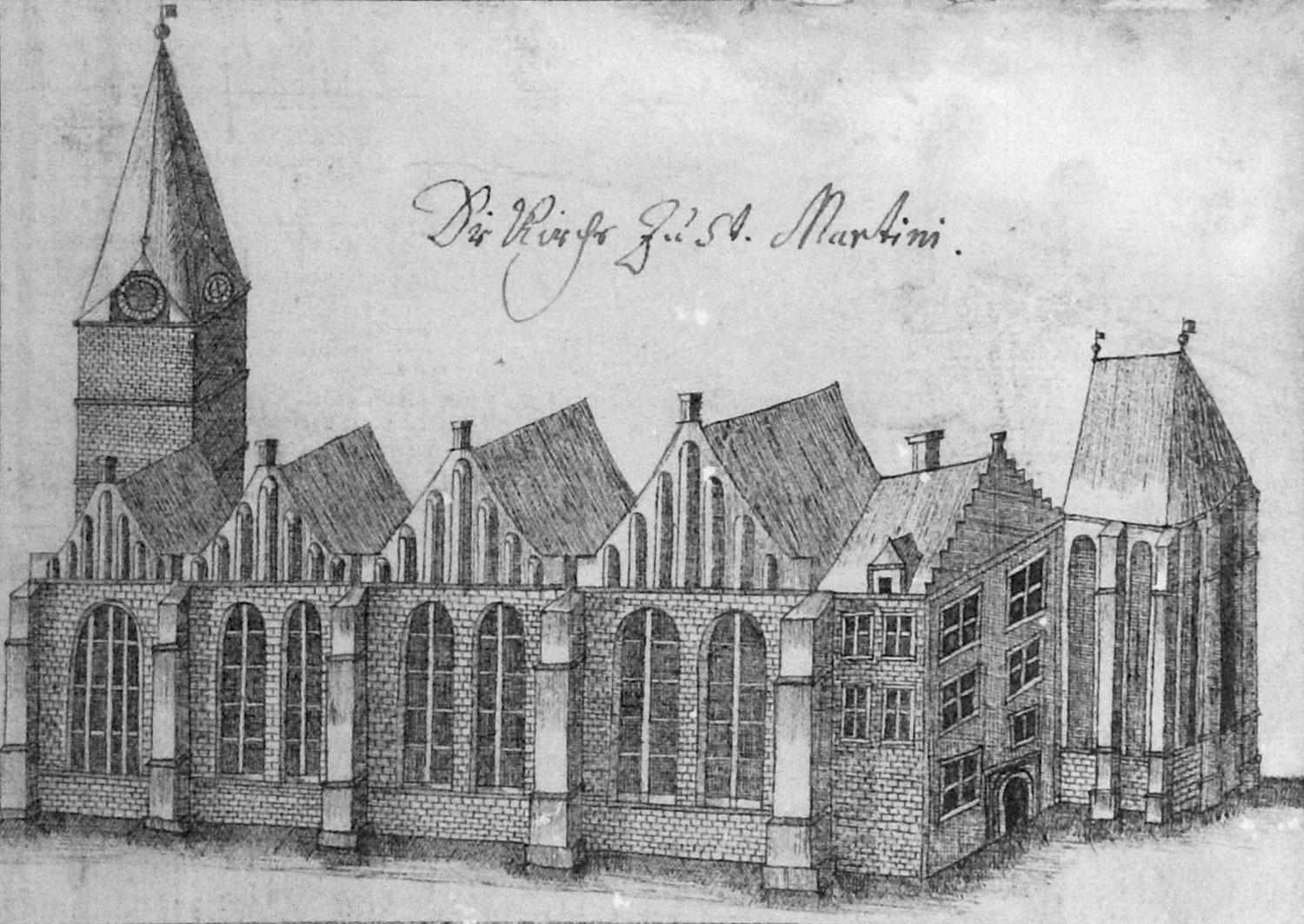
St. Martini um 1734, Südportal nicht dargestellt

Nach der ab 1371 durchgeführten Befestigung der Schlachte erfolgte von 1376 bis 1384 der Umbau zur Hallenkirche. Er lag im allgemeinen Trend jener Zeit, hatte aber wohl erhebliche Schäden an den Seitenschiffen zum Anlass. Es wurden dabei beide Seitenschiffe bis neben das Chorjoch verlängert und diesem ein weiteres Rechteckjoch und ein polygonaler Abschluss angehängt. Der Zustand des als erstes umgebauten Südschiffs war so schlecht, dass man die Bausubstanz völlig ersetzte. Nach Südschiff und Chor wurde das Nordschiff umgestaltet. Anschließend wurden bis Mitte des 15. Jahrhunderts Mittelschiff und südliches Seitenschiff bis an die Flucht der westlichen Turmkante verlängert.
Die Dachkonstruktion der Halle besteht aus quergestellten Dächern, die an den Längsseiten des Schiffs in blendengeschmückten Giebeln enden. Auf der Landseite sind die Blendenhintergründe verputzt, auf der Weserseite backsteinsichtig. Das Dach des Chors hat ein Giebeldreieck zum Langhaus hin.

#### Neuzeit
Mitte des 16. Jahrhunderts wurde südlich neben den Chor das Predigerhaus mit einem Stufengiebel der Renaissance gestellt, nach seinem bekanntesten Bewohner heute Neanderhaus genannt. Dafür wurde der vorher wohl diagonal platzierte „Südostpfeiler“ des Schiffs an die „Südseite“ umgesetzt und das angrenzende östlichste Südfenster dafür verschmälert.

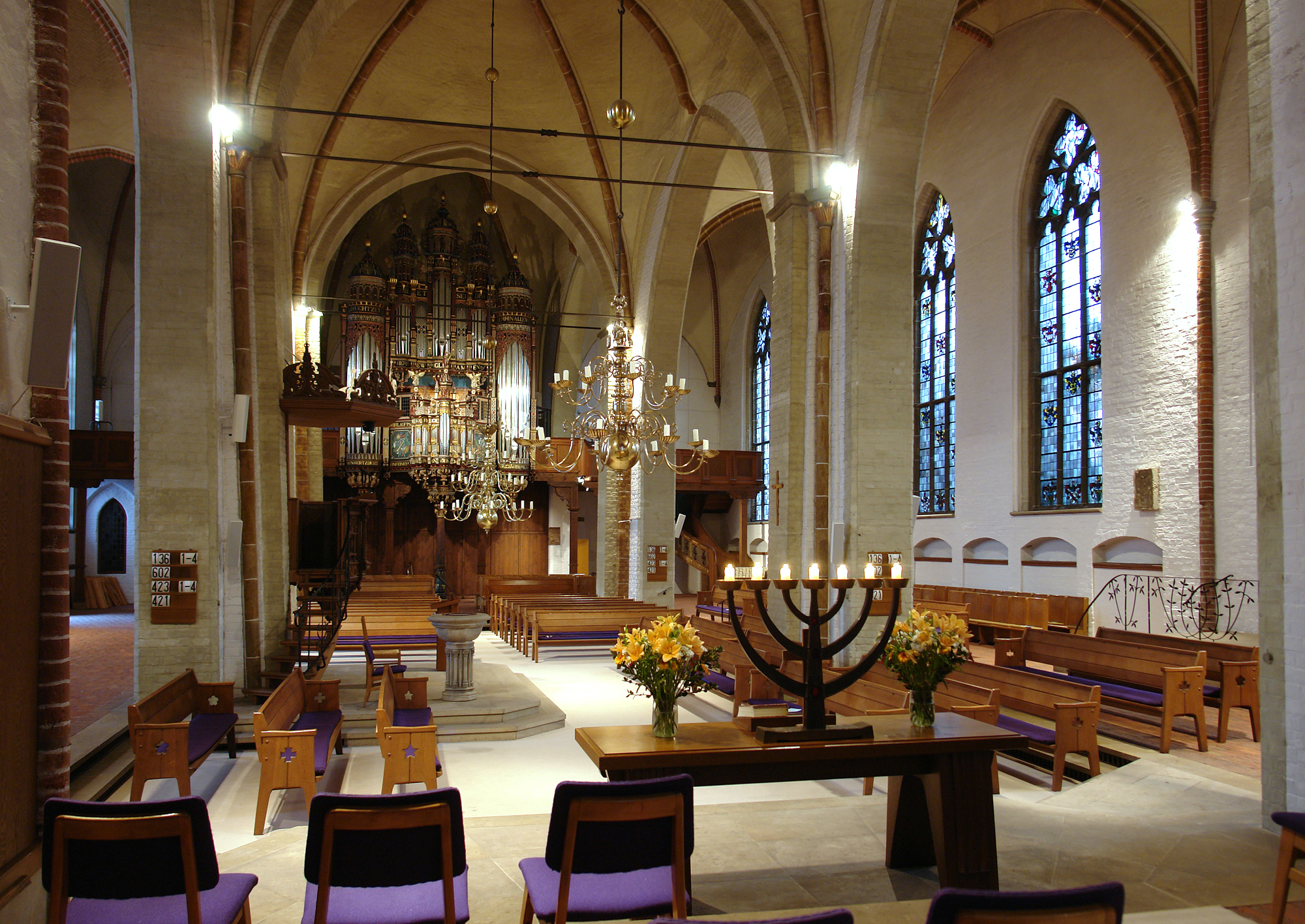
Blick aus dem Chorraum

Der heutige Vorraum des Nord(-ost)portals steht an der Stelle einer von Kaufleuten gestifteten Marienkapelle.
Erst im 19. Jahrhundert wurden die westlichen Schiffsverlängerungen zum Gemeindehaus umgebaut.
Am 5. Oktober 1944 erlitt dieser spätgotische Backsteinbau in einer der Bombennächte des Zweiten Weltkrieges schwerste Zerstörungen. Die Kirche brannte aus, und alle Dächer gingen verloren. Vier Gewölbe stürzten ein, und zwei der vier weserseitigen Giebeldreiecke. Auch die Glockenanlage überstand den Feuersturm nicht.

#### Wiederaufbau und Erforschung
Am 12. Januar 1952 begann der Wiederaufbau, an dem sich auch die Bremer Regierung beteiligte. Nach über acht Jahren, am 17. Dezember 1960, wurde die Kirche feierlich eingeweiht.
Bei der Untersuchung der Ruine, einschließlich archäologischer Grabungen, entdeckte der Kunsthistoriker Siegfried Fliedner, dass die Martinikirche zunächst als Basilika mit gebundenem System errichtet worden war. Im Bremischen Jahrbuch Nr. 44 von 1955 schrieb er auf Seite 309: „… setzen später aufgeführte Verstärkungsarkaden, eine entsprechende Umbildung der Pfeiler und eine Veränderung des sechsteiligen Gewölbes, dessen Querrippen unten gekappt wurden, den Verlust von Zwischenpfeilern und Obergaden voraus.“ Und auf Seite 310: „Vom Chor des 13. Jahrhunderts fand sich keine Spur mehr. Auch Grabungen förderten innerhalb und außerhalb des Chors keine Fundamentreste dieser Zeit zutage.“ Im Verlauf des Wiederaufbaus wurde er dann doch fündig. Er musste feststellen, dass die Basilika deutlich kürzer gewesen war als die heutige, spätgotische Hallenkirche, und er entdeckte die Spuren dreier Apsiden. In dem zusammen mit Werner Kloos am 1. Januar 1961 herausgegebenen Buch Bremer Kirchen schrieb er: „Wesentliche Teile des – jetzt freilich stark restaurierten – Mittelschiffes stammen noch aus dem 13 Jahrhundert. Darüber hinaus aber wurden nunmehr im Langhaus Reste von Findlingsfundamenten aufgedeckt, die eine sehr viel klarere Vorstellung von dem Gründungsbau vermitteln. Deutlich zeichnet sich der Grundriß einer zwei Mittelschiffsjoche umfassenden Basilika gebundener Ordnung mit apsidial geschlossenem Chorquadrat und Nebenschiffsapsiden ab.“ Aus einem eingemauert gefundenen Kapitell nach dem Muster des Dom-Mittelschiffs, also für einen profilierten Gurtbogen aus Sandstein, schloss Fliedener, auch das Mittelschiff von St. Martini sei zunächst nach dem Vorbild des Doms eingewölbt worden. Nach dem Einsturz der Ansgarikirche seien die Gewölbe von St. Martini wegen mangelnder Standsicherheit durch die heutigen ersetzt worden. Weitere Indizien für zwei Einwölbungen im Abstand von zwanzig Jahren erwähnt der Text von 1961 aber nicht.

## Name
Die Martinikirche, niederdeutsch Sunte Marten, wurde nach dem Heiligen Martin von Tours (um 316/317 bis 397), dritter Bischof von Tours, benannt.
In Bremen steht der Name in Verbindung mit
- den Straßen Martinskirchhof und Martinistraße in der Bremer Altstadt,
- der Martinischule, die im Kirchspiel von St. Martini seit dem 16. Jahrhundert bis 1886 bestand, als sie von der Gemeinde übernommen wurde,
- dem Martinianleger an der Weser, direkt vor der Kirche,
- dem Martinshof von 1953, der als Kernstück der Werkstatt Bremen als Eigenbetrieb von Bremen Arbeits- und Wohnangebote für Menschen mit Behinderungen bietet,
- der Straße Martinsheide in Bremen-Vegesack erhielt 1972 den Namen nach dem Bau der Beschützenden Werkstätten des Martinshofs.

## Ausstattung

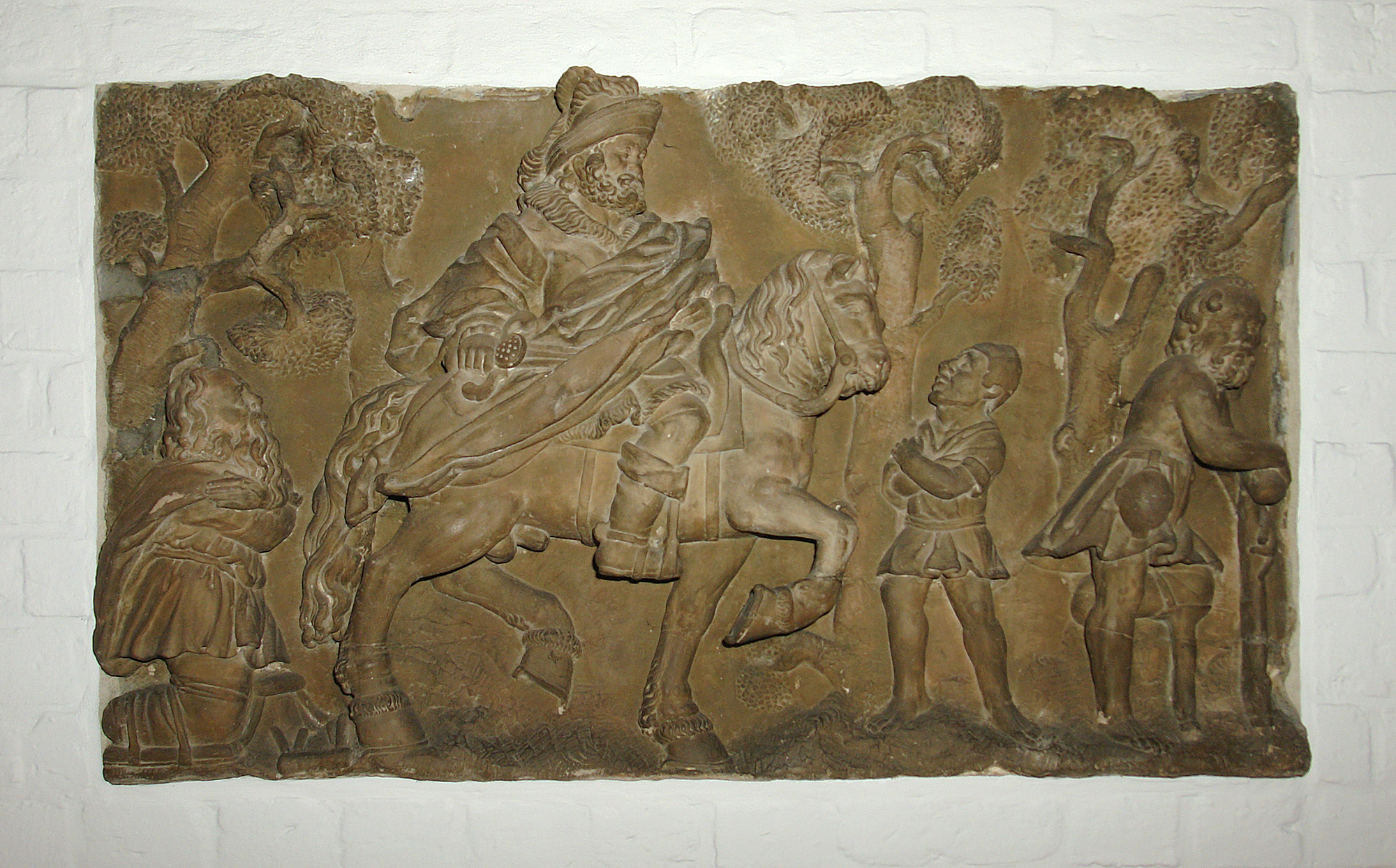
Relief des Hl. Martin, 1626

Zu den Kleinodien der Kirche gehört heute das vor dem Krieg ausgelagerte Inventar, insbesondere der in allen Einzelheiten und ursprünglichen Farbigkeit wieder erstandene Orgelprospekt, die mit reichhaltigen Schnitzereien versehene hölzerne Kanzel und die beiden Kronleuchter aus dem 17. Jahrhundert.
Die vormals weißen Fenster wurden nach dem Wiederaufbau durch farbige ersetzt. Das Martinsfenster im Nordschiff, die acht Fenster im Chor und das sogenannte Hohe Fenster in der Südwand wurden durch die Bremer Künstlerin Elisabeth Steineke auf handbemaltem Glas gestaltet. Die Wappenfenster in den Seitenschiffen sind Neuschaffungen des Worpsweder Künstlers Werner Rohde.
Die Hörbarkeit des gesprochenen Wortes wird heute mit Hilfe einer Verstärkeranlage unterstützt.

### Verlorene Ausstattung
Einige Elemente des Kirchenraums, die ihn bis zur Bombardierung prägten, wurden beim Wiederaufbau nicht ersetzt:
Obwohl als einzige der innerstädtischen Pfarrkirchen keine Stiftskirche, hatte die Martinikirche vor der Reformation ein Chorgestühl erhalten. Nach der Reformation waren Emporen eingebaut worden, damit alle Gemeindemitglieder sitzend am Gottesdienst teilnehmen konnten. Sie verbesserten die Akustik, beeinträchtigten aber die Großzügigkeit des Hallenschiffs.

### Kanzel

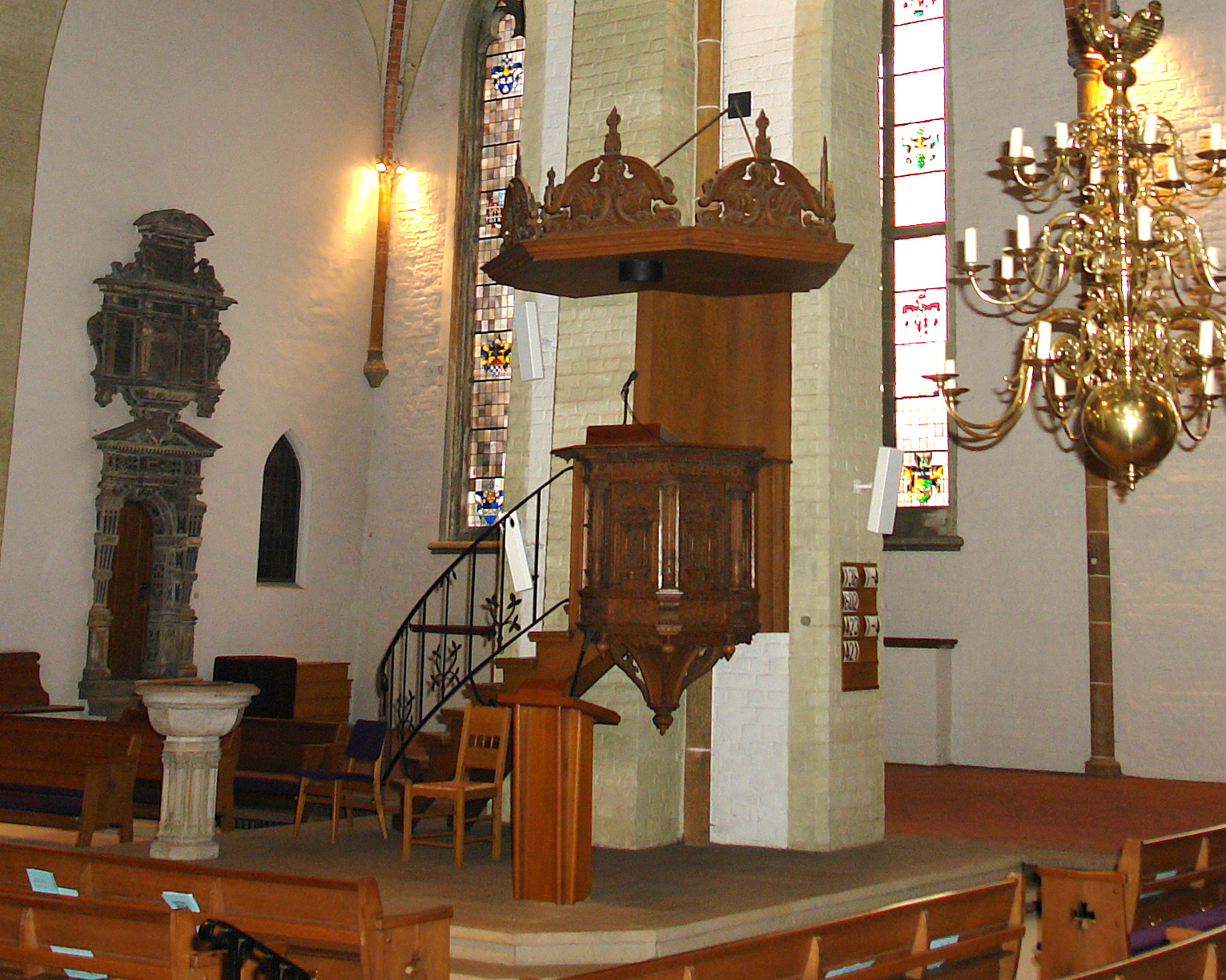
Die Kanzel, links das Portal zum Neanderhaus

Die Kanzel ist neben der Orgel das kostbarste erhaltene Stück der Ausstattung. Aus dem Rechnungsbuch der Kirche geht hervor, dass „de nie predichstoel“ (der neue Predigtstuhl) in der Werkstatt des Bremer „Snitgers“ (Bildschnitzers) Hermen Wulff 1597 angefertigt wurde. Wulff wird 1583 erstmals erwähnt und kommt in den folgenden Jahrzehnten in den Rechnungsbüchern des Rathauses und St. Martini häufig vor.
Auf den Seitenflächen des durch vier Säulen gegliederten, reich verzierten Kanzelkorbes sind von den sieben Tugenden fünf als Kleinplastiken in kühner Bewegung dargestellt: Klugheit, Liebe Gottes, Gerechtigkeit, Hoffnung und Tapferkeit. Auf den Schmuckleisten darüber Engelsköpfchen, darunter Masken und Fruchtgehänge. Die Feinheit der Schnitzarbeiten war im Laufe der Zeit unter vielen Schichten von Farbe und Vergoldungen verborgen, nach der Freilegung des Holzes wurde auf eine neue Farbgebung verzichtet.
Während der Generalrenovierung des Kirchenraumes 1980 wurde die Kanzel wieder in die Mitte des Kirchenschiffes gesetzt und erhielt eine neue Treppe. Teile der ursprünglichen, 1601 von Hermen Wulff gefertigten Kanzeltreppe sind in die neue zur Orgelempore führende Wendeltreppe eingefügt worden. Vom Schalldeckel, der früher wie eine Krone gestaltet war, sind nur die fünf bekrönenden Ornamentteile erhalten, Schnitzarbeiten des späten Barock.

### Orgel
Die erste Orgel von St. Martini wurde bereits 1563 urkundlich erwähnt. 1603 erhielt der aus den Niederlanden stammende Orgelbauer Marten de Mare den Auftrag die Orgel zu erneuern. Sie erhielt ein Manual und wurde um einige Register erweitert. Hermen Wulff wurde 1603–1604 mit Arbeiten am neuen Orgelgehäuse beauftragt. Besonders genannt wird dabei „dat posetyf mit den Knopen“ und für das Jahr 1605 „under den Orgelwerk ein Delenbret mit lysten darunder gehangen, dar wort ein sproeck up gemakt mit gulden letteren“.

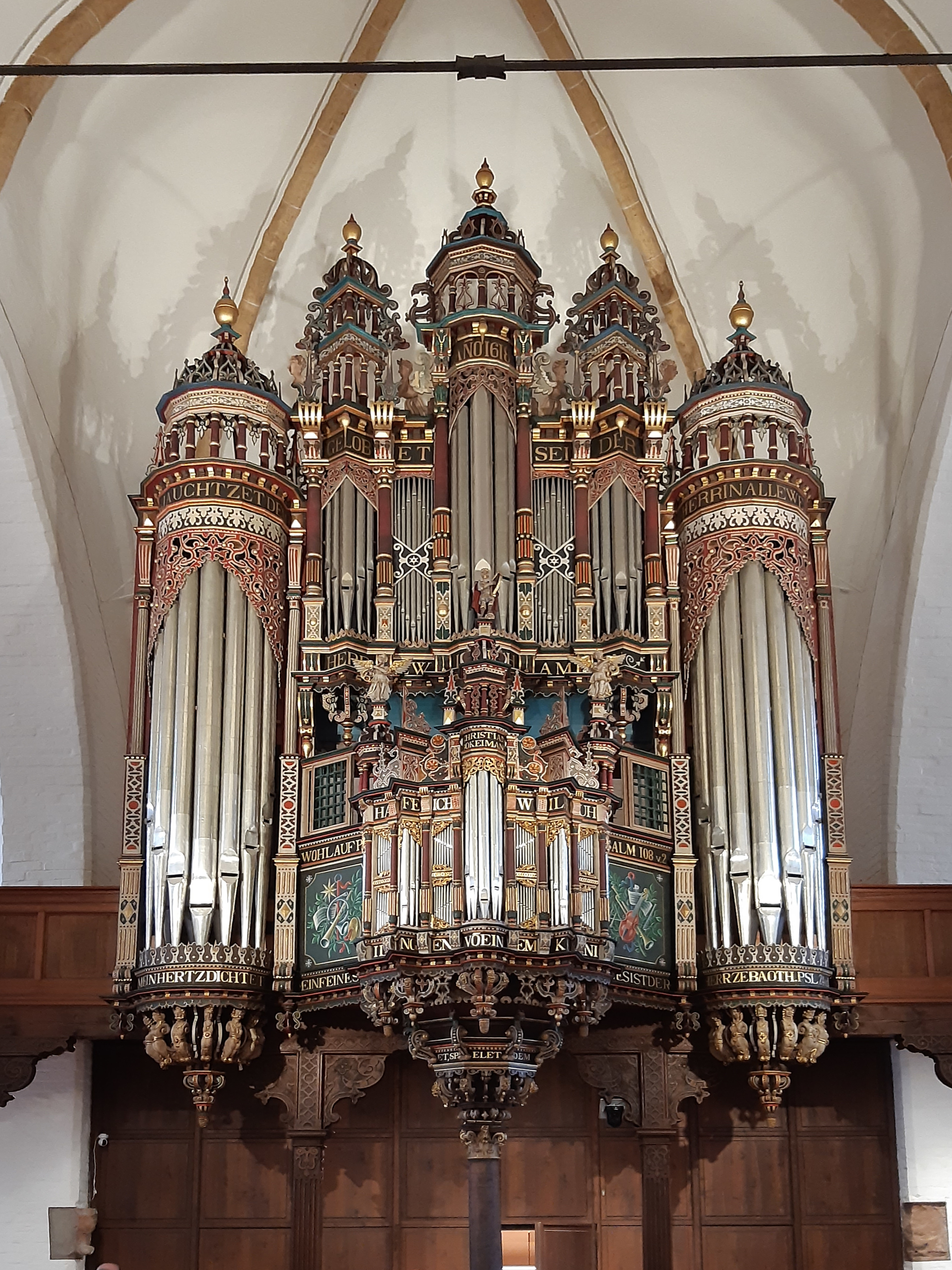
Orgelprospekt von 1619

Das Werk de Mares hatte nicht lange Bestand, denn bereits 1615 ergeht an den Lüneburger Meister Christian Bockelmann der Auftrag für eine neue Orgel mit zwei Manualen (Hauptwerk und Rückpositiv) und Pedal, in dem auch von umfangreichen dekorativen Arbeiten die Rede ist, die sich nicht nur auf das Orgelwerk, sondern auch auf den Prospekt bezogen haben müssen. Nicht eindeutig geklärt ist, ob Bockelmann Orgel und Prospekt zwischen 1616 und 1619 ersetzt oder nur eingreifend umgebaut hat. Im Vergleich zur Kanzel ist Hermen Wulffs „Handschrift“ nur bei einigen zierlichen Figuren erkennbar und für seine einmanualige Orgel wäre der jetzige Orgelprospekt in jedem Fall überdimensioniert.
Der berühmte Hamburger Orgelbaumeister Arp Schnitger hat in den Jahren 1707 bis 1709 das Orgelwerk repariert und teilweise erneuert. Weitere Änderungen nahmen 1748 Erasmus Bielfeldt, 1758 Heinrich Wilhelm Eckmann und 1834 Otto Biesterfeld vor.
Der Orgelprospekt auf der Schwelle zwischen Renaissance und Frühbarock gilt als einer der schönsten seiner Art in Nordeuropa. Sein Grundriss mit den hoch aufragenden Pfeifentürmen, den vielen Vor- und Rücksprüngen und Verwinkelungen beherrscht mit seiner intensiven Farbgebung, dem Wechsel von hellen, blauen, roten und goldenen Tönen auf schwarzen oder hellen Gründen, die Westwand des Innenraumes. Dargestellt wird die Verbindung zwischen dem irdischen und dem „himmlischen Jerusalem“. Zwei Engel und der Psalmsänger König David krönen das vorspringende, von einer verzierten Säule gestützte Rückpositiv. Darüber thront die „himmlische Stadt“ mit ihren Türmen.
Das Orgelwerk von 1894 (P. Furtwängler & Hammer) wurde durch Kriegseinwirkungen 1944 völlig zerstört. Es konnte im Gegensatz zum Orgelprospekt nicht ausgelagert werden. Nach dem Wiederaufbau der Kirche gegen Ende der 1950er Jahre schufen die Orgelbauer Jürgen Ahrend und Gerhard Brunzema aus Leer in Ostfriesland 1962 ein neues Instrument. Es verfügt über 33 Register mit insgesamt 2277 Pfeifen auf drei Manualen und Pedal. Die Orgel zeichnet sich durch einen besonders farbigen, milden Klang mit ausgeprägtem Grundton und brillanten Obertönen aus und erreicht damit eine Annäherung an das Klangideal des 17. und 18. Jahrhunderts. In den Jahren 2004–2005 wurde die Orgel gründlich renoviert und mit einer Bach/Kellner-Stimmung versehen. Sie gilt nun als eine Orgel, die vorzüglich für die Wiedergabe Bachscher Orgelwerke geeignet ist. Das Klangspektrum reicht vom vollen „Plenum“-Klang bis zu den Einzelstimmen, die den Instrumenten der Renaissance und Barockzeit entsprechen (wie z. B. Krummhorn, Dulcian, Trompete oder Posaune). Damit kann das reiche Orgelrepertoire aus der Blütezeit der norddeutschen Orgelkunst eine ideale Darstellung finden, unterstützt durch die hervorragende Akustik der St.-Martini-Kirche.
Die Martini-Orgel hat folgende Disposition:
| I Rückpositiv C–f3 |       |
| Gedackt            | 8′    |
| Praestant          | 4′    |
| Rohrflöte          | 4′    |
| Octave             | 2′    |
| Waldflöte          | 2′    |
| Nasat              | 1 ⁄3′ |
| Sesquialtera II    | 2 ⁄3′ |
| Scharff III–IV     |       |
| Krummhorn          | 8′    |
| Tremulant          |       |

| II Hauptwerk C–f3 |       |
| Bordun            | 16′   |
| Praestant I–II    | 8′    |
| Hohlflöte         | 8′    |
| Octave            | 4′    |
| Spitzflöte        | 4′    |
| Octave            | 2′    |
| Rauschpfeife II   |       |
| Mixtur V–VI       | 1 ⁄3′ |
| Dulcian           | 16′   |
| Trompete          | 8′    |

| III Brustpositiv C–f3 |    |
| Gedackt               | 8′ |
| Blockflöte            | 4′ |
| Principal             | 2′ |
| Flöte                 | 2′ |
| Cimbel II             |    |
| Regal                 | 8′ |
| Tremulant             |    |

| Pedal C–f1  |     |
| Praestant   | 16′ |
| Octave      | 8′  |
| Octave      | 4′  |
| Nachthorn   | 2′  |
| Mixtur IV–V |     |
| Posaune     | 16′ |
| Trompete    | 8′  |
| Trompete    | 4′  |

- Koppeln: I/II, III/I, III/II, I/P, II/P, III/P

### Chor

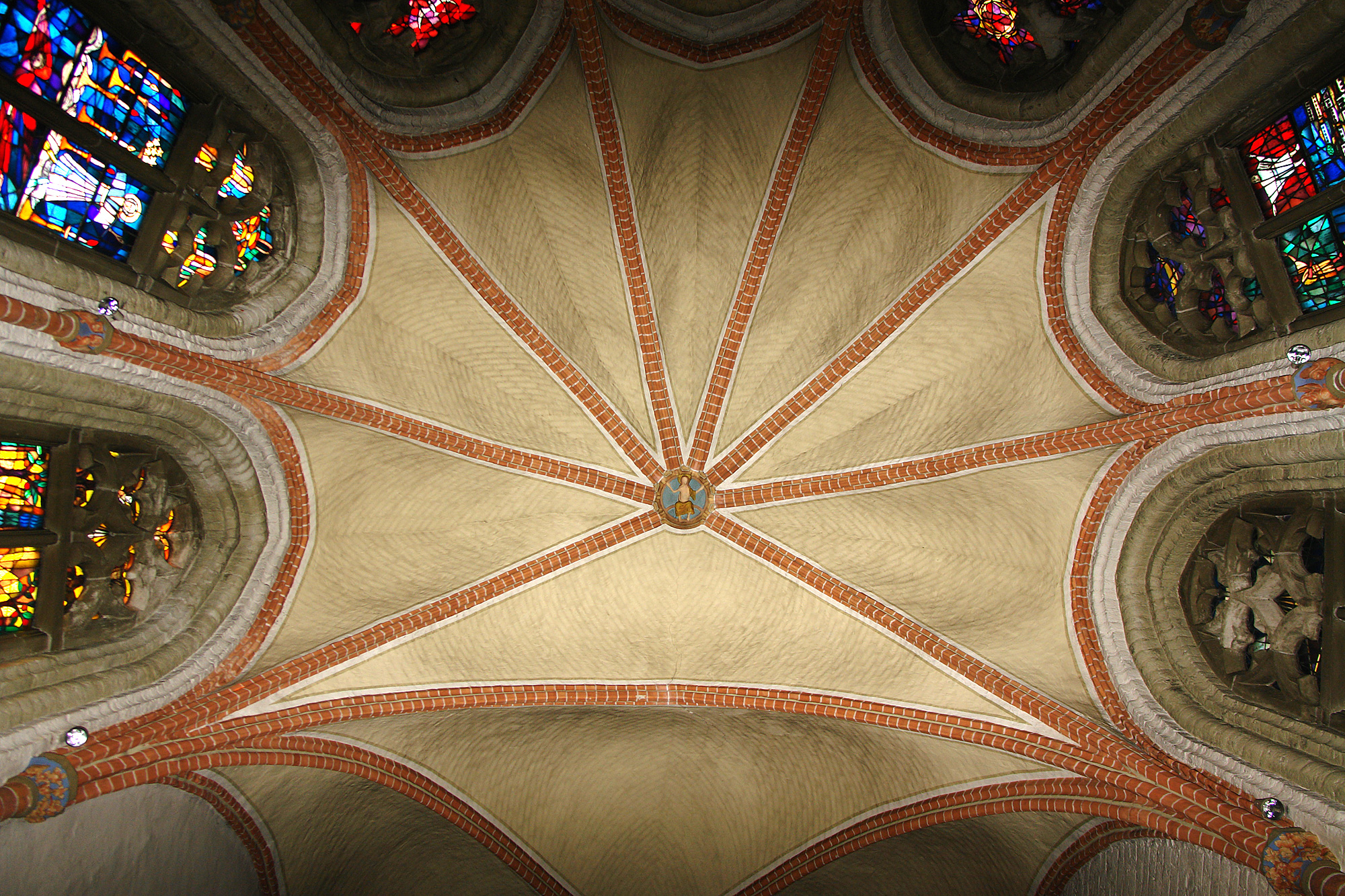
Gewölbe der Apsis

Der nach Osten weisende, erhöht angeordnete spätgotische Chor entstand in den Jahren 1376 bis 1384. Seine beiden Kreuzgewölbe haben figürliche Abschlusssteine und jedes der unteren Kapitelle zeigt ein anderes Motiv. Aus dem Schutt der eingestürzten Dächer geborgen ist der ausdrucksvolle Schlussstein im Gewölbe der Apsis, er stellt die segnende Gestalt Christi als Weltenrichter dar und zeigt trotz schwerer Beschädigungen die zarte Meißelarbeit der damaligen Steinmetze und Bildhauer.
Als Ausdruck reformierter Nüchternheit und Strenge von St. Martini steht lediglich im vorderen Teil dieses Raumes ein schlichtes griechisches Messingkreuz, das über einer lichtdurchfluteten „Weltkugel“ thront.
Die Scheidelinie zwischen Chorraum und dem übrigen Kirchenschiff bildet der hölzerne Hauptaltar mit dem die Fülle und Vollkommenheit Gottes symbolisierenden schweren, bronzenen, siebenarmigen Tischleuchter. Die einst auf dem Abendmahlstisch ausgelegte Altarbibel trug unter ihrem Deckblatt folgende handsignierte Inschrift des Theologen und Friedensnobelpreisträgers Albert Schweitzer: Welche der Geist Gottes treibt, die sind Gottes Kinder. Möge von dieser Bibel, wenn aus ihr im Gottesdienst gelesen wird, der Geist Gottes die Herzen der Menschen bewegen und fähig machen, sich von ihm regieren zu lassen.

### Fenster im Chorraum

Das siebte Fenster

Das erste Fenster stellt die Schöpfungsgeschichte dar. Den Sündenfall und die Vertreibung aus dem Paradies, Adam arbeitet im Schweiße seines Angesichts auf dem Felde, Kain erschlägt seinen Bruder aus Missgunst und wird aus dem Frieden in die Ruhelosigkeit hinausgetrieben. Die Sintflut vernichtet die Menschheit, nur Noah, der auf Gottes Geheiß eine Arche baut, überlebt mit den Seinen und je einem Paar Tieren die Katastrophe.
Im zweiten Fenster wird der Glaube an den Allmächtigen benannt. Eine Gegenüberstellung des Alten und des Neuen Bundes Gottes mit den Menschen. Im oberen Teil des Fensters ist dieses durch Mose mit den Tafeln der Zehn Gebote und deren Auslegung durch die Bergpredigt Jesu Christi veranschaulicht.
Das dritte Fenster zeigt Gestalten aus dem Alten Testament. Es berichtet verständlich von den Prophezeiungen über den verheißenen Messias.
Das vierte Fenster in seiner violetten Grundtönung zeigt neben der Verkündigung der Maria, der Geburt Jesu Christi, der Hochzeit zu Kana, einer Krankenheilung, der Speisung der 5000, der Auferweckung des Lazarus, der Salbung in Bethanien, der Fußwaschung, des Judaskusses sowie der Verleugnung des Heilandes durch Petrus das Leiden und die Kreuzigung des Gottessohnes.
„Auferstanden von den Toten!“ Das fünfte Fenster ist das Osterfenster. Es zeigt die Auferstehungsgeschichte nach dem Johannes-Evangelium Kapitel 20 und 21. Das leere Grab, die Erscheinungen des auferstandenen Christus und seine Himmelfahrt in einen goldfarbenen Himmel, wobei das Gold die Weisheit und das Reich Gottes ausdrücken soll.
Das sechste Fenster symbolisiert die Pfingstfreude. Der Heilige Geist gießt aus dem pfingstlichen Rot des Maßwerkes sein Licht über die Jünger aus. Die vier Evangelisten, Matthäus mit dem Zeichen des geflügelten Menschen, Markus (Löwe), Lukas (Stier) und Johannes (Adler) – deren Symbole sich auch an den Beschlägen der Kircheneingangstür befinden – schreiben ihr Wissen über Jesus Christus auf. Aus den ersten Gemeinden von Petrus und Paulus entsteht die Kirche. Auch die römisch-katholische Kirche mit ihrer Hierarchie ist in den Bildern vertreten: Papst, Kardinal, Bischof, Mönch und Nonne. Das Leben in der Gemeinde wird dargestellt durch die Predigt, die Erteilung der Sakramente, das Wirken der Diakonie und das Eingehen der Menschen in die ewige Heimat.
Das siebte Fenster gibt Zeugnis aus dem 1. Kapitel der Offenbarung (Offb. 1,12–16). Darunter sind die Engel des Gerichts und das Gleichnis von den klugen und törichten Jungfrauen, Jesus Christus mit den Kindern, die anvertrauten Talente und der verlorene Sohn abgebildet. Am Fenstergrund liegt in Form eines Drachen das Böse in Ketten gebunden.
Im achten Fenster kommen die Menschen aus allen Nationen, um den Herrn, ihren Gott, anzubeten. Darüber befindet sich eine Stadt mit geschmückten Toren und dem Strom des lebendigen Wassers, der vom Throne Gottes und des Lammes ausgeht, das himmlische Jerusalem.

### Martinsfenster und Martinsrelief

Martin vor dem Kaiser

An der Ostseite des Nordschiffes befindet sich das größte Einzelfenster der Kirche. Es erzählt in vielen separaten Bildern die Legende des heiligen Martin. Die Begebenheit, wie Martin seinen Mantel mit einem ihn anflehenden Bettler teilt, wird auch in dem mittelalterlichen Sandsteinrelief darunter dargestellt.
Im Fenster befindet sich weiter die Darstellung des Offizierssohnes Martin, nachdem er Christ geworden war und den Wehrdienst mit der Waffe verweigerte. Als man ihm Feigheit vorgeworfen hatte, gelobte er vor dem römischen Kaiser, waffenlos in den Kampf zu ziehen. Er ist ohne Schwert und Harnisch, nur ein Kreuz in den Händen haltend, inmitten der umstehenden bewaffneten Kriegsleute abgebildet. Eine andere Darstellung zeigt ihn als Begründer einer Klosterschule und auf der Flucht über das Meer anlässlich theologischer Auseinandersetzungen.

### Hohes Fenster

Das Hohe Fenster (Neanderfenster)

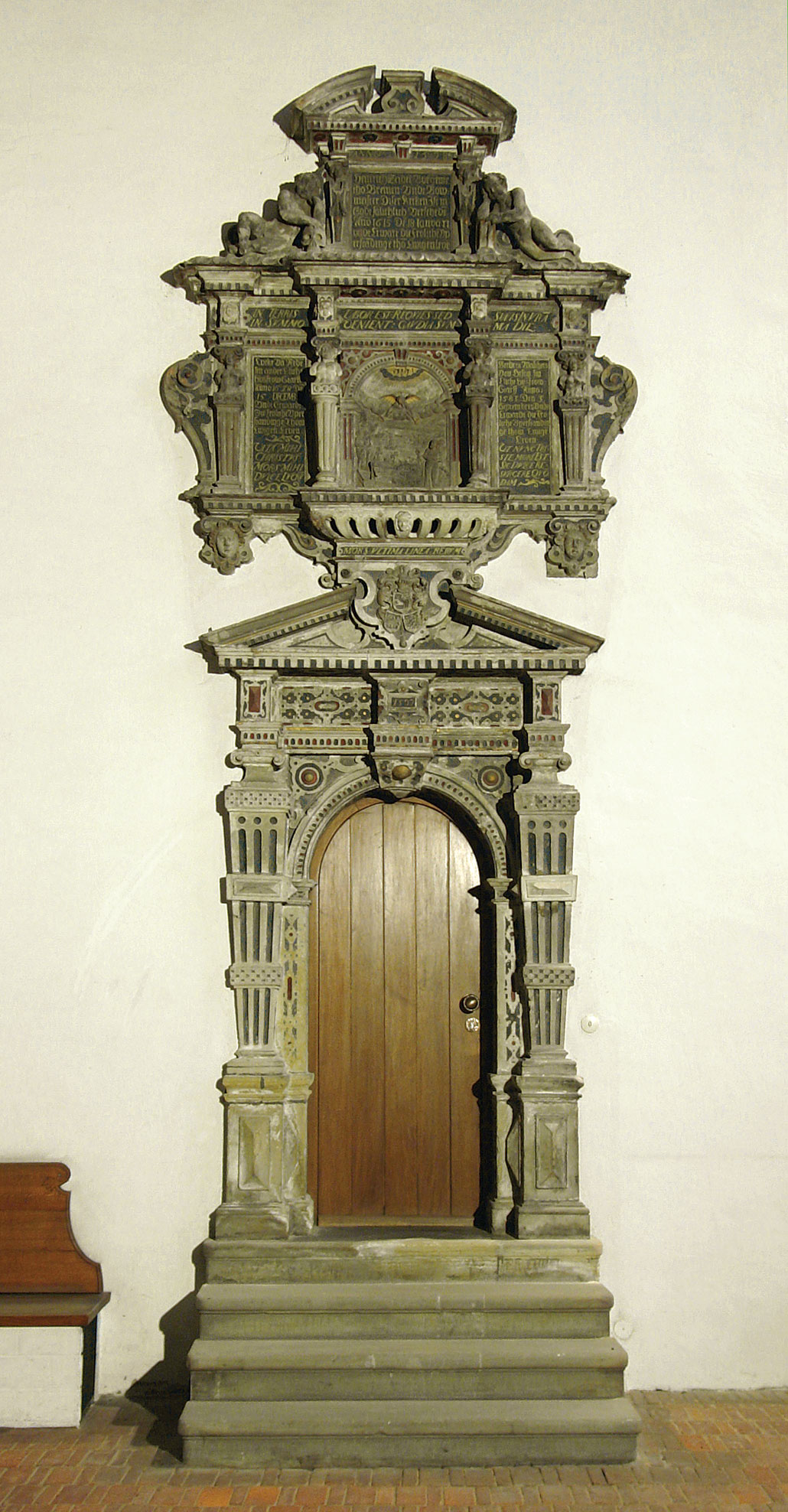
Portal zum Neanderhaus mit Zobel-Epitaph

An der dem Eingang gegenüberliegenden Südwand befindet sich das Hohe Fenster. Es erinnert an Joachim Neander, der 1679–1680 Früh-Prediger an St. Martini war und seinen hier zum ersten Mal erklungenen Choral Lobe den Herren, den mächtigen König der Ehren. Im unteren Teil des Bildes sieht man Neander an der Orgel, von musizierenden und singenden Menschen umgeben. Darüber Posaunenengel und ein die Herrlichkeit Gottes versinnbildlichendes strahlendes Gelb.

### Wappenfenster und Epitaphien
Die Fenster in den Seitenschiffen sind mit Wappen der Bauherren versehen, die in der Zeit von 1376 bis 1959 im Dienst von St. Martini standen. In einem Fenster des Südschiffes findet man mit der Jahreszahl 1591, dem Beginn seines Bauherren-Amtes, das Wappen von Henrich Zobel. Er stiftete – 1597 zum bremischen Bürgermeister gewählt – das Portal mit Epitaph zum Neanderhaus an der Südostseite der Kirche, das der Martini-Prediger durchschreiten musste, wenn er zum 5-Uhr-Morgengottesdienst für das Herrschaftsgesinde von seiner Wohnung aus das Gotteshaus betrat. Das über dem Portal angebrachte Zobel-Epitaph wurde 1598 vollendet.
Ein zweites Epitaph an der Südwand ist erhalten, gestiftet von dem Ratsherrn Johann Havemann († 1578) und seiner ersten Ehefrau Gesche, geb. Trupe. Da das Wappen seiner zweiten Frau fehlt, wird angenommen, dass das Denkmal um 1565 entstanden ist.
Vier weitere Epitaphien sind im Krieg 1944 zerstört worden:
- Heinrich von Rheden, 1600 Ratsverwandter († 1602)

Epitaph – nach 1602 entstanden – in strenger zweigeschossiger Gliederung mit freistehenden Doppelsäulen. Große Reliefs mit der Auferstehung Christi im unteren und der Himmelfahrt im oberen Geschoss. Freiplastisch gearbeitete Figuren drängten aus den Nischen und dem Verband der Architektur heraus.
- Arnold Gröning, 1602 Ratsherr, 1611 Bürgermeister († 1617)

Frühbarockes Epitaph in zweigeschossigem Aufbau mit seitlichen Portalnischen. Das religiöse Thema Wiedererweckung der Toten im Untergeschoss, darüber die posthume Lobpreisung mit Wappenfeld im oberen Aufbau, das auch die Wappen der beiden Frauen, der Ilsabe Snedermann († 1614) und der Engel Breden († 1626) trug. Das Gröning-Epitaph gehörte zu den monumentalsten und üppigsten bürgerlichen Denkmälern, die aus der Werkstatt des Meisters Johann Prange hervorgegangen waren.
- Johann Clampius (Clamp), 1595 Ratsherr, Bürgermeister († 1611)

Schwungvolle „rokokohafte“ Ornamentik und kühnbewegte Figuren weiblicher und kindlicher Hermen und Karyatiden.
- Hermann Müller, 1612 Ratsherr, 1624 Bauherr († 1628)

Barockes Epitaph mit figürlichem Schmuck überwuchert, freistehende und auf Voluten lagernde Tugende und Trauernde. Prahlerisch mit vorgetäuschtem Marmor und aufgemaltem Gold. Kleinplastiken und Wappen in handwerklich ausgezeichneter Leistung.
An der Südwand, rechts und links der Tür zum Kirchgarten mit ihrem schmiedeeisernen Gitter, lehnen zwei wuchtige Wandgrabmäler aus dem frühen Mittelalter.

### Kreuzigungsreliefs
Zwei gotische Kreuzigungsreliefs befinden sich in den Seitenschiffen und sind als Kopie auch an der Außenseite der Kirche eingelassen. Das ältere, mit Sonne und Mond in Trauer über dem Gekreuzigten, daneben Maria und Johannes, wurde um 1440 in der flächigen, volkstümlichen Weise der frühen Holzschnitte angefertigt.
Das zweite mit einem Korbbogen abgeschlossene Relief, das mit der gedrängten Anordnung der drei Gestalten dem spätgotischen Empfinden entsprach, trägt die nur schwer lesbare Inschrift Anno Domini 1474.

### Tympanon

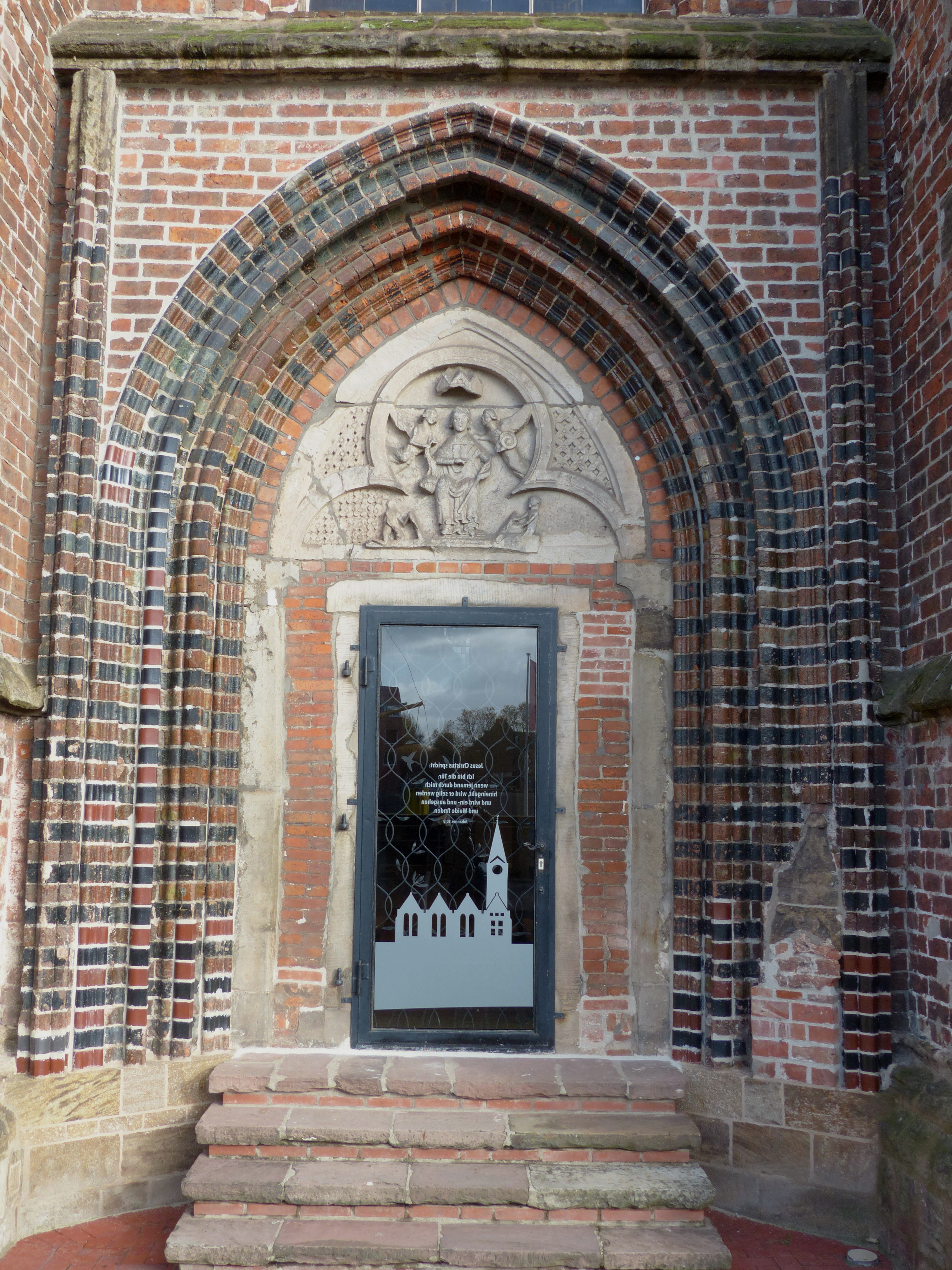
Südportal mit St.-Martins-Tympanon

Die einander gegenüber liegenden Hauptportale an Nord- und Südseite sind typisch für mittelalterliche Pfarrkirchen. In den ersten Jahrhunderten hatten Männer das Südportal zu benutzen und Frauen das Nordportal. Das prächtige gotische Portal an der Südseite hat ein stark profiliertes Gewände aus verschiedenfarbig glasierten Formziegeln/Formsteinen und umschließt ein Tympanonfeld mit seinen seitlichen Pfeilern. Tympanon und Seitenpfosten bestehen aus feinkörnigem Sandstein, der wahrscheinlich an der oberen Weser in der Rehburger Gegend gebrochen wurde.
Das Tympanon zeigt, gerahmt von einem Spitzbogen und einem Dreipassbogen, in stark plastischer Reliefdarstellung den Kirchenpatron. Der Hl. Martin, angetan mit den Insignien seines Amtes als Bischof von Tours, erkennbar sind Mitra und Bischofsstab, thront von weihrauchschwingenden Engeln begleitet, unter einem Baldachin. Zu seinen Füßen steigen zwei kürzlich Verstorbene, vom Heiligen auferweckt, aus ihren Gräbern, gemäß dem Bericht von Sulpicius Severus in seiner Vita Sancti Martini. Erhebliche Verwitterungen und die unbeholfene Modellierung erschweren eine sichere Datierung, wahrscheinlich ist eine Entstehung in der zweiten Hälfte des 13. Jahrhunderts. Das heutige Portalgewände ist hingegen wohl erst mit dem Umbau zur Hallenkirche geschaffen worden, also deutlich jünger als die frühgotische Bildhauerarbeit.

### Glocken
St. Martini hatte bis 1917 drei Läuteglocken, von denen nach einer Kriegs-Metallspende noch die älteste, 1772 von Johann Philipp Bartels gegossene Glocke im Turm verblieb, bis sie in der Bombenangriffsnacht im Oktober 1944 zerstört wurde. Gegossen war sie aus dem Schmelzgut einer beschädigten, 1393 auf Anordnung des Rats- und Bauherren Doneldy gefertigten Glocke, der berühmten Susanna.
Alle nach dem Zweiten Weltkrieg gelieferten Glocken wurden durch die renommierte Bremer Glockengießerei Otto in Hemelingen gegossen. Dreizehn Jahre nach der Zerstörung, im Dezember 1957, wurden drei neue Läuteglocken geliefert und montiert. Die größte, für den Stundenschlag bestimmte c1-Glocke mit einer Masse von 2250 kg, bekam die von Manfred Hausmann verfasste Inschrift: „Ich will Dich ehren mit jedem Ton, gib uns, o Herr, den Frieden zum Lohn. Zerstört am 5. Oktober 1944 – neugegossen im Advent 1957“.
Für das Glockenspiel folgten dann 1962 weitere sechzehn Glocken. Von den insgesamt 19 Glocken unterschiedlicher Größe sind 17 in das Glockenspiel einbezogen, 5 werden gleichzeitig als Läuteglocken benutzt. Die beiden größten Glocken c1 und d1 sind reine Läuteglocken. Die Gesamtmasse aller Glocken soll 9.500 kg betragen. Alle Glocken wurden in der Glockengießerei Otto in Hemelingen gegossen, das Glockenspiel stammt aus der Turmuhrenfabrik Eduard Korfhage & Söhne in Buer bei Melle.
Das Glockenspiel kann automatisch mit Walzen und auch direkt über eine Klaviatur bespielt werden. Zur Herstellung der Walzen wird zunächst die Melodie auf der Klaviatur eingespielt, wodurch bei jedem Tonanschlag für die entsprechende Glocke ein Loch in eine Spezialfolie gestanzt wird. Bei der Wiedergabe tasten Metallfinger die Folie ab, schließen bei jedem Loch einen Kontakt, und lösen damit den Glockenschlag aus. Die Stanzung neuer Folien wird durch mangelnde Verfügbarkeit geeigneter Geräte zunehmend erschwert, so dass eine Umstellung auf elektronische Steuerung ansteht, die bei den Läuteglocken bereits erfolgt ist.
Die Läute- und Spielglocken haben folgende Tonfolge:
| Nominal      | c1 | d1 | f1  | g1 | gis1 | a1 | h1 | c2 | cis2 | d2  | e2 | f2 | fis2 | g2 | gis2 | a2 | h2 | c3 | d3 |
| Spielglocken |    |    | 1   | 2  | 3    | 4  | 5  | 6  | 7    | 8   | 9  | 10 | 11   | 12 | 13   | 14 | 15 | 16 | 17 |
| Läuteglocken | I  | II | III | IV |      | V  |    | VI |      | VII |    |    |      |    |      |    |    |    |    |

Als Turm, Orgel und Glockenspiel am 18. Juli 1962 gemeinsam eingeweiht wurden, läuteten Dom und Martini zusammen zehnstimmig. Das Altstadtgeläut wird als eines der schönsten in Deutschland bezeichnet und hat die Tonfolge:
| Kirche  | Dom | Dom | Martini | Dom | Martini | Dom | Martini | Martini | Martini | Martini | Martini |
| Nominal | g0  | h0  | c1      | d1  | d1      | e1  | f1      | g1      | a1      | c2      | d2      |

Nach der Läuteordnung wird jeden Sonntag zwischen 09:45 und 10:00 Uhr der Gottesdienst eingeläutet. Täglich um 09:15 Uhr, 12:15 Uhr, 15:15 Uhr und 18:15 Uhr ertönt auf den zwölf Spielglocken, die noch durch fünf der sieben Läuteglocken erweitert werden, der Choral „Lobe den Herrn“.
In der Adventszeit sind die Lieder Macht hoch die Tür, die Tor macht weitⓘ oder Es kommt ein Schiff, geladen bis an sein’ höchsten Bordⓘ zu hören.
Zwischen Weihnachten und dem Epiphaniastag erklingen „Vom Himmel hoch, da komm ich her“ oder „Lobt Gott, ihr Christen alle gleich, in seinem höchsten Thron“.
„Mit Freuden zart zu dieser Fahrt laßt uns zugleich fröhlich singen“ oder „Auf, auf mein Herz mit Freuden, nimm wahr, was heut’ geschieht“ sind die Lieder der Osterzeit, während zu Pfingsten die Melodie von „O Heilger Geist, kehr’ bei uns ein“ intoniert wird.
An allen anderen Tagen des Jahres ertönt der Choral, den Joachim Neander 1680 in St. Martini schuf: „Lobe den Herren, den mächtigen König der Ehren“.
Weitere Inschriften auf den Martini-Glocken:
- „Ich will dich ehren mit jedem Ton, gib uns, o Herr, den Frieden zum Lohn.“
- „Wo aber der Geist des Herrn ist, da ist Freiheit.“ (f1-Glocke)
- „Stund um Stunde geht dahin, denk, o Mensch, an ihren Sinn.“ (g1-Glocke)
- „Kommet zuhauf, Psalter und Harfe wacht auf, lasset den Lobgesang hören.“ (h1-Glocke)

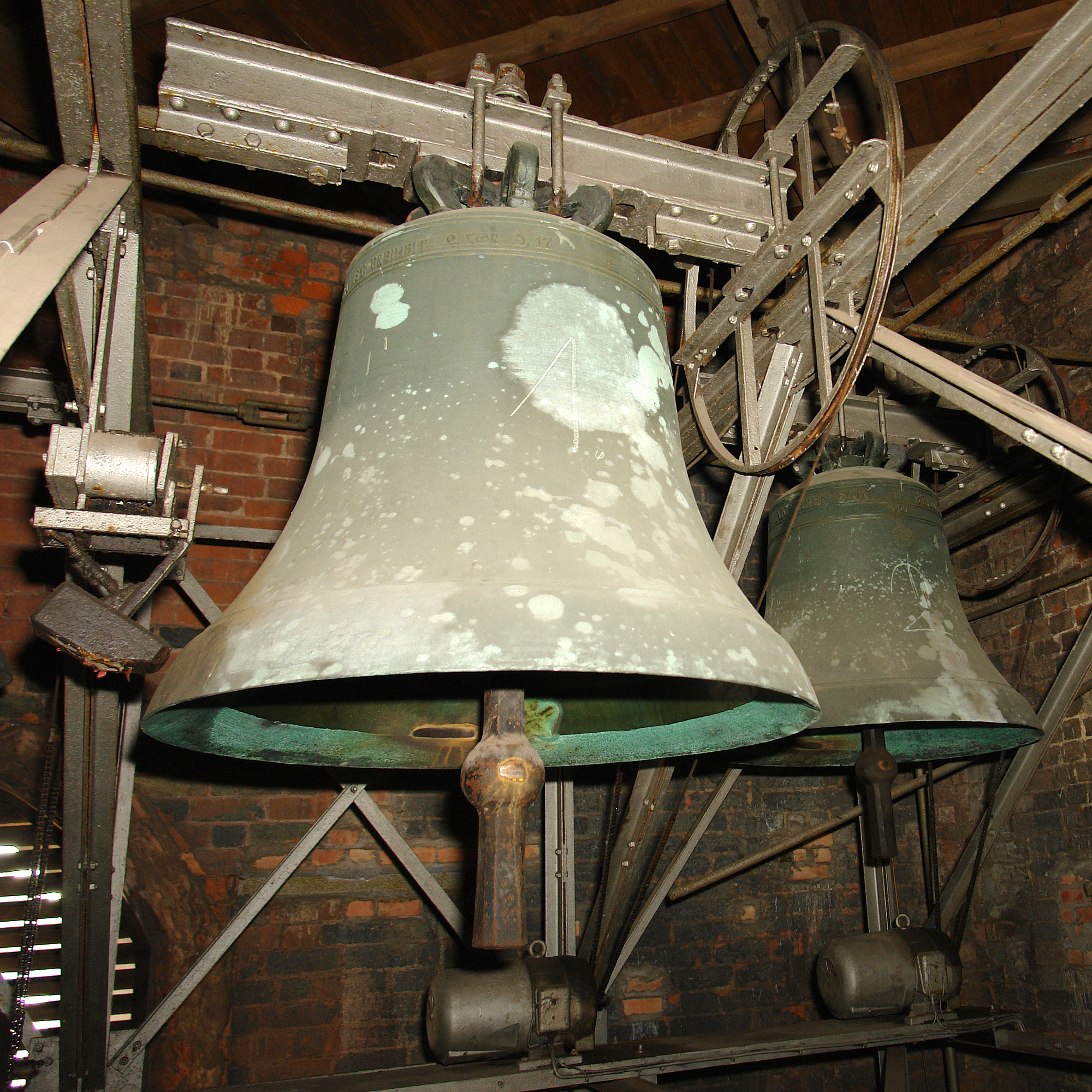
Läute- und Spielglocken (f1 und g1)
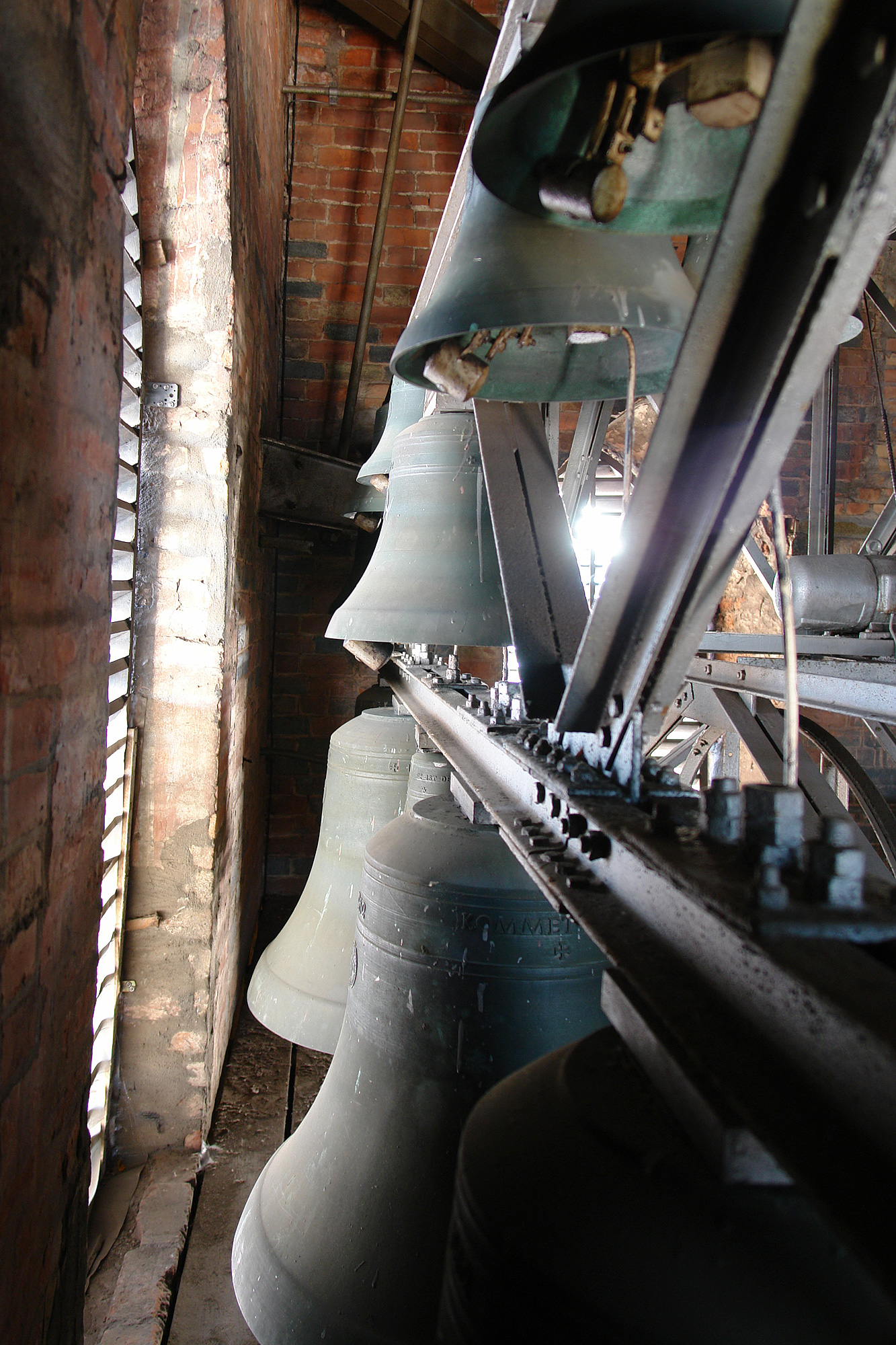
Spielglocken
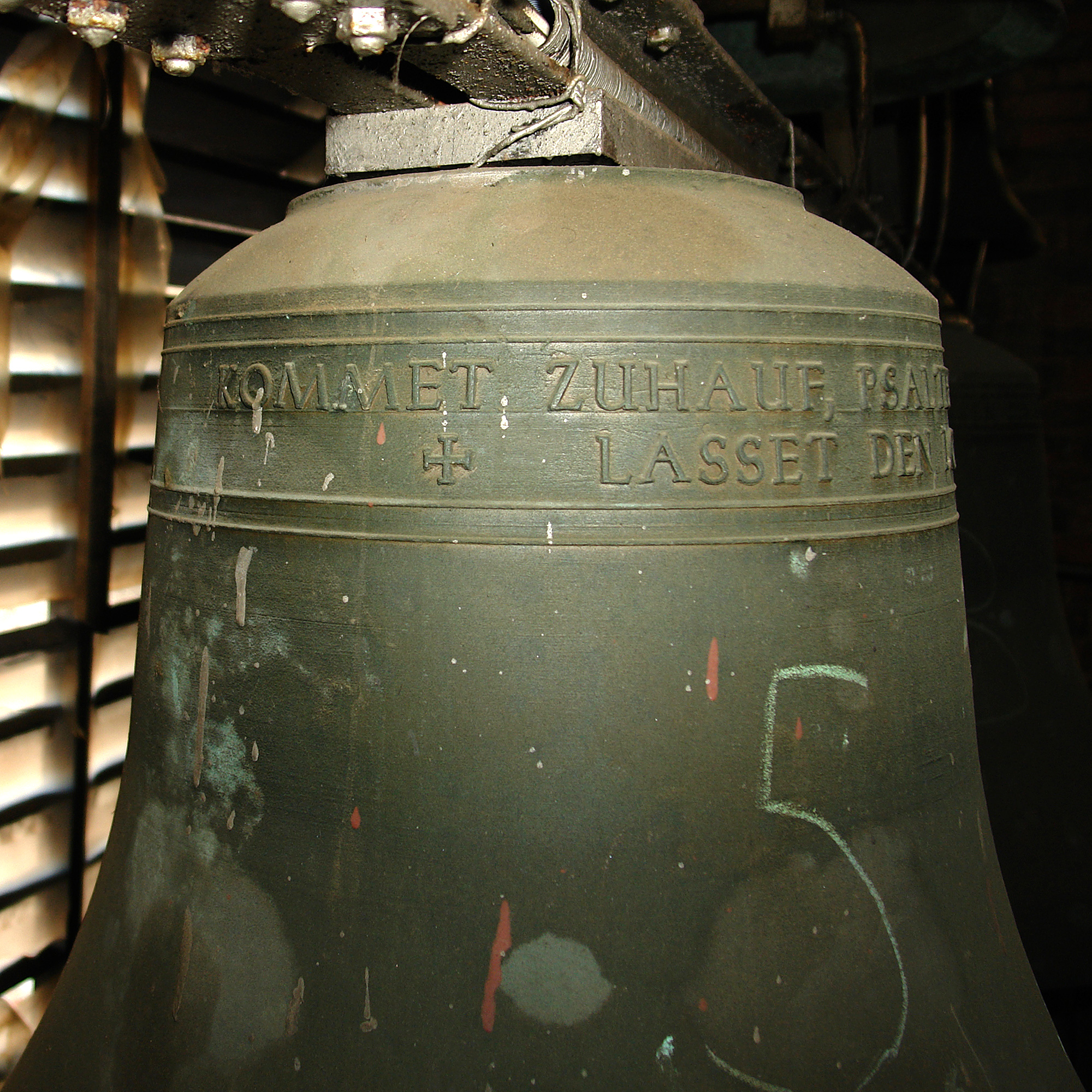
Inschrift der h1-Glocke
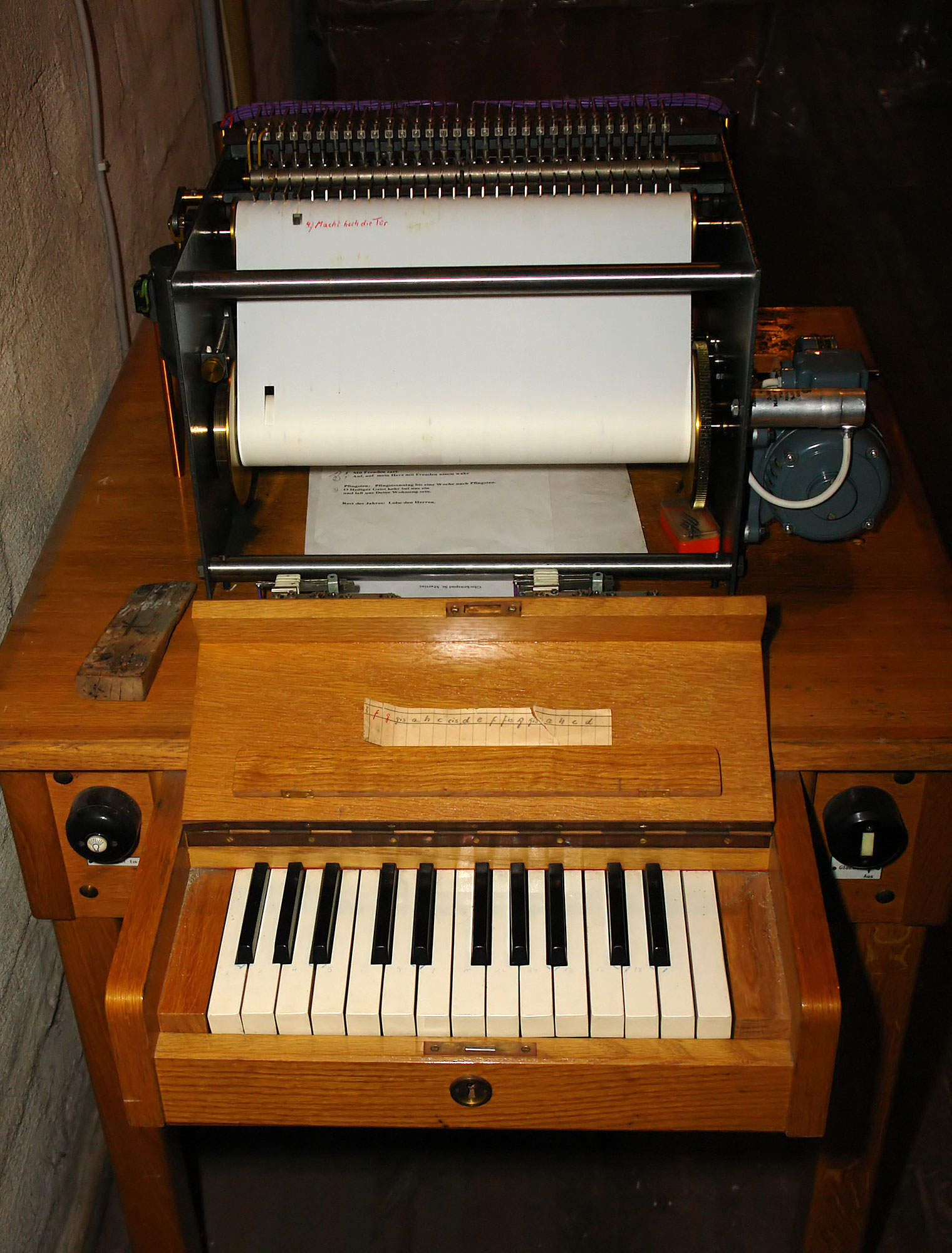
Spieltisch mit Lochwalze für das Carillon

### Weitere Ausstattung
- An den Beschlägen der Kircheneingangstür befinden sich die Symbole der vier Evangelisten, Matthäus mit dem Zeichen des geflügelten Menschen, Markus (Löwe), Lukas (Stier) und Johannes (Adler), die auch im sechsten Fenster des Chores zu sehen sind.
- Die heutige Vorhalle des Nordportals wurde im 19. Jahrhundert an der Stelle einer vorreformatorischen Marienkapelle errichtet. Sie beherbergt aber die steinernen Wappen des Ratsherren Hermann Müller (Bauherr 1624) und des Ältermanns der Kaufleute Berend Vaged (Bauherr 1627).
- Das Fresko links neben dem Gang zum Nordportal wurde um 1300 gemalt und wird daher zu den ältesten im norddeutschen Raum gerechnet. Es hat als einzige Wandmalerei den Brand der Kirche im Oktober 1944 einigermaßen überstanden, wenn auch einige Stellen verloren gingen. Es stellt die Kreuzigungsgruppe dar.
- Die beiden Messing-Kronleuchter, die von der Kreuzgewölbedecke des Mittelschiffes herabhängen und deren vordere als sogenanntes Aufsteckschild den Heiligen Martin trägt, werden in alten Inventaren immer wieder mit Stolz erwähnt und sind flämische Arbeiten aus der Zeit um 1650.
- Das Taufbecken aus Sandstein, in unmittelbarer Nähe der Kanzeltreppe, befand sich bis vor 20 Jahren als Dekoration im Kirchgarten. Seine Entstehungszeit ist unbekannt.
- Von großer bildnerischer Kraft zeugt der Opferstock am ersten Pfeiler zum Ausgang hin. Er ist ein Werk reinsten Rokokos aus dem Jahre 1766. Die asymmetrische Wandplatte mit der Inschrift Milde Gaben werden von Gott vergolten verbindet sich gediegen mit der rankenbedeckten Steinkommode. Dieser Almosenstock ist wahrscheinlich in der Werkstatt des bedeutendsten Rokoko-Bildhauers Bremens, Theophilus Wilhelm Frese, entstanden.

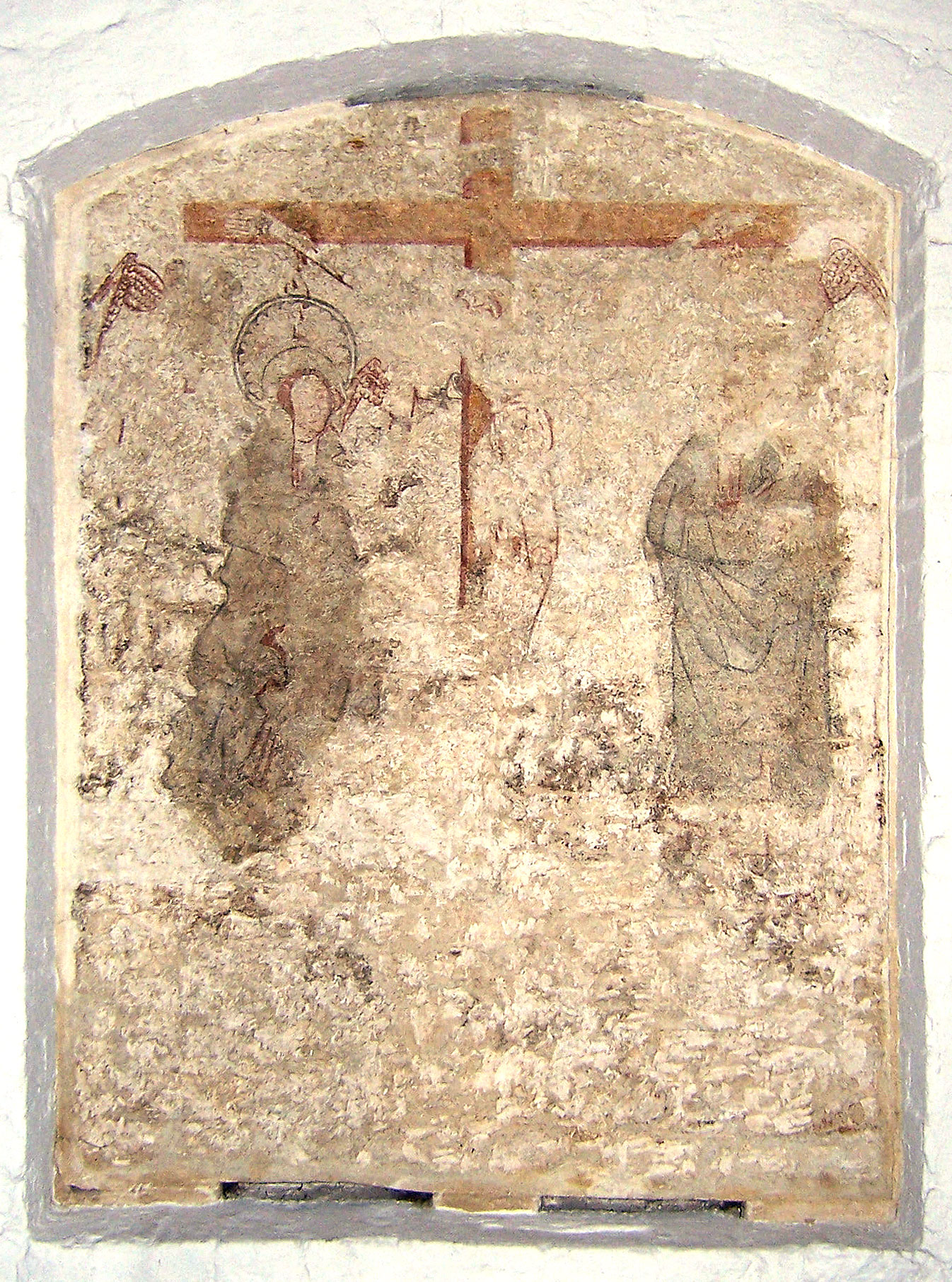
Fresko aus der Zeit um 1300
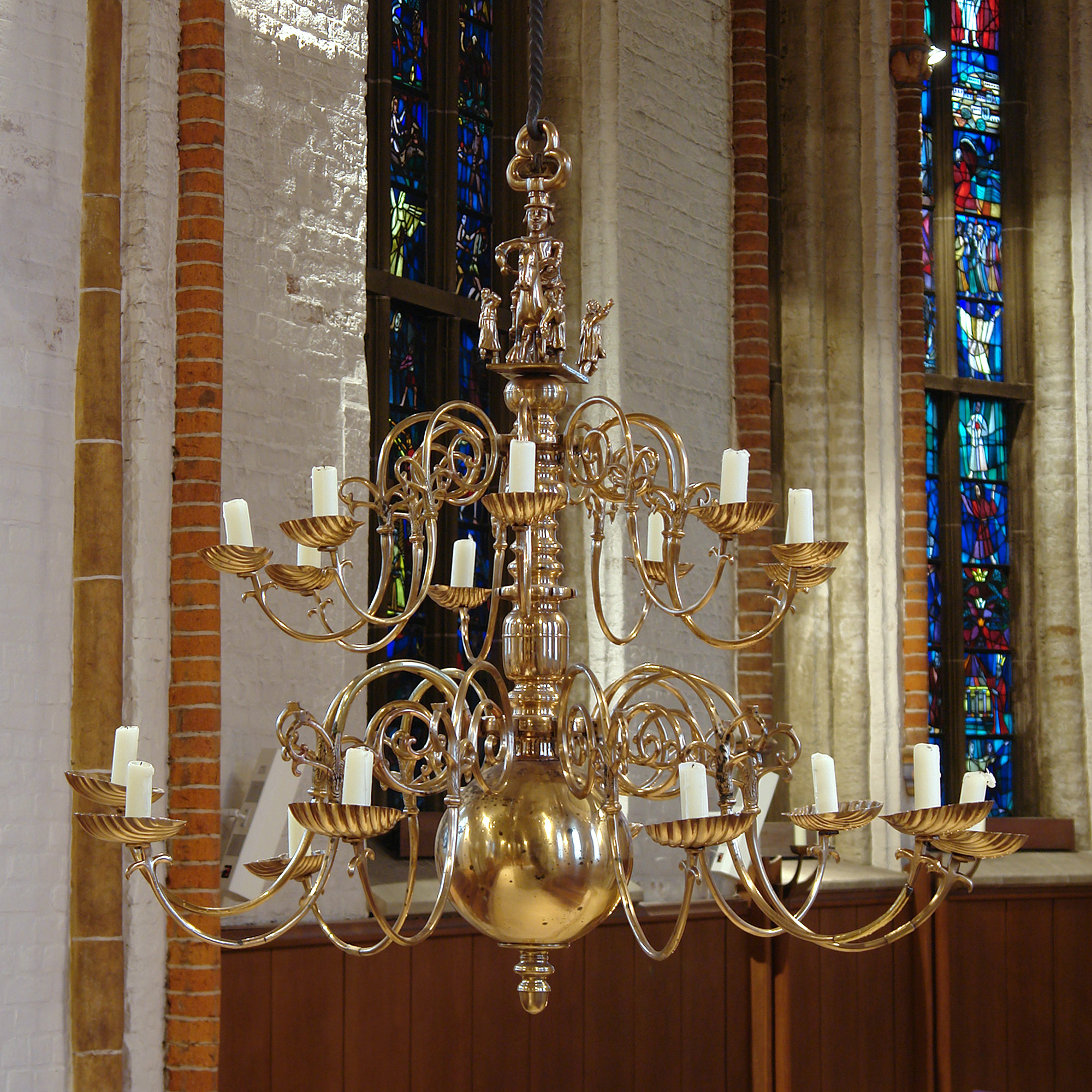
Kronleuchter mit Martinsschild (um 1650)
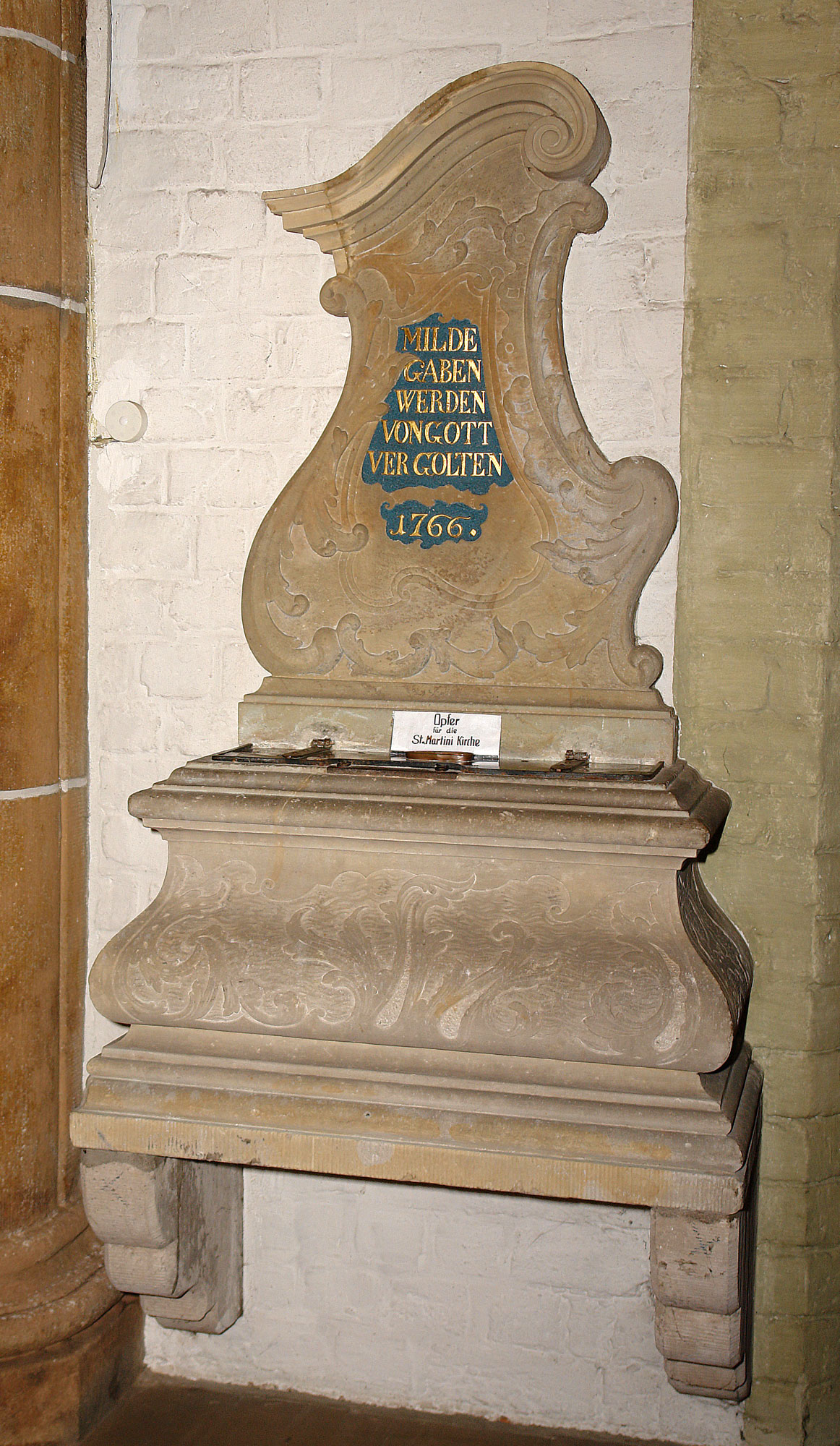
Opferstock von 1766

## Neanderhaus

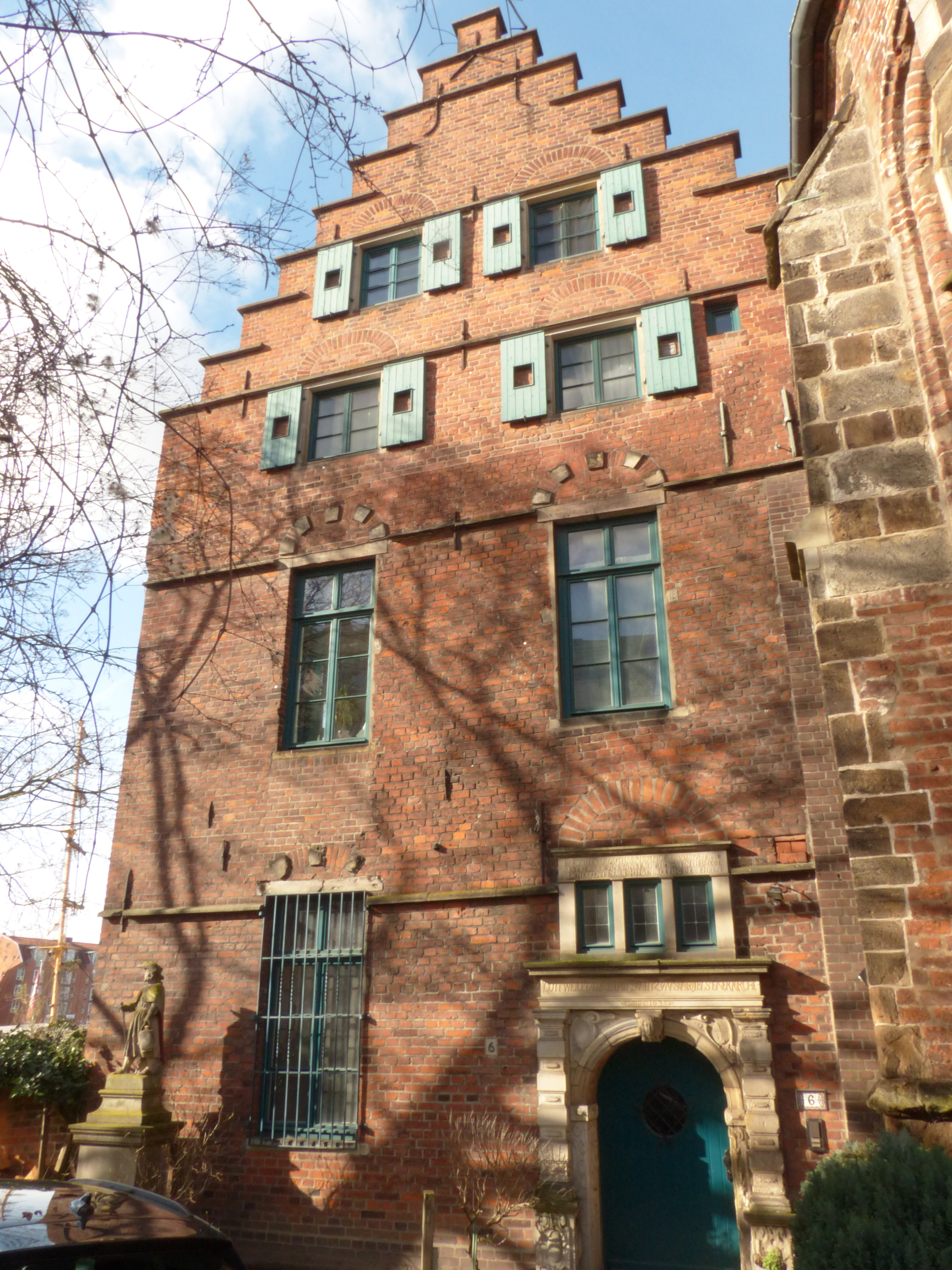
Giebel und Portal des Neanderhauses, links davor der Jakobusbrunnen

Das ehemalige Pastorenhaus wurde Mitte des 16. Jahrhunderts in den Winkel zwischen Südschiff und Chor gebaut. Sein mit zahlreichen Gesimsen geschmückter Stufengiebel aus Backstein hat ein Renaissanceportal aus Sandstein. Den Namen Neanderhaus trägt das Gebäude nach seinem berühmtesten Bewohner, dem Frühprediger an Sankt Martini Joachim Neander. Eine Inschrift über dem Eingang erinnert an ihn und seinen bekannten Choral:
Das Portal ist inschriftlich datiert mit ANNO 1639 und trägt in dem nachträglich eingefügten Sandsteingewände mit der Halbkreisarchivolte den Spruch:
An der Frontseite des Neanderhauses steht seit 1957 die Kopie einer vermutlich aus der Barockzeit stammenden Brunnenfigur, die den Hl. Jacobus den Älteren darstellt. Eine weitere Nachbildung wurde im Bibelgarten am Bremer Dom aufgestellt. Zur Geschichte dieser beiden und weiterer Jakobusfiguren in Bremen siehe den Hauptartikel St.-Jakobi-Brunnen (Bremen).

## Geistliches Leben in St. Martini
Bereits 1524 – also nur sieben Jahre nach dem Anschlag der 95 Thesen durch Martin Luther zu Wittenberg und nur drei Jahre nach dem Reichstag zu Worms – stand mit Johann Timann aus Amsterdam in den Niederlanden erstmals ein lutherischer Prediger auf der Kanzel von St. Martini. 1534 schuf Timann Bremens erste reformatorische Kirchenordnung, die er sich von Luther persönlich bestätigen ließ. Er pflegte enge Kontakte zu den reformatorischen Kreisen in den Niederlanden, die auch in der Folgezeit erhalten blieben. So unterschrieb neben anderen der reformierte Prediger Ludwig Crocius für Bremen die 1618/19 erarbeiteten Dordrechter Artikel, in denen die Theologie des Reformators Johannes Calvin, nach der der irdische Weg des Menschen durch Gott von Geburt an vorherbestimmt ist (Prädestinationslehre), ihren Ausdruck fand. Seitdem ist St. Martini evangelisch-reformiert.
In St. Martini haben nach der Reformation viele Glaubensrichtungen den Weg der Gemeinde bestimmt. Bekannte Prediger in der pietistischen Periode waren Theodor Undereyck (1670 bis 1693) und Joachim Neander (1679 bis 1680). Gottfried Menken und Georg Gottfried Treviranus vertraten im 19. Jahrhundert den Biblizismus, die buchstäbliche Auslegung des Wortlautes der Heiligen Schrift. Treviranus war Mitbegründer der Inneren Mission, der Evangelischen Allianz und des Deutschen Evangelischen Kirchentages; er führte in Norddeutschland die Konfirmation ein.
1867 trat mit Treviranus’ Nachfolger, Pastor Moritz Schwalb, ein Umschwung ein, wie er sich dramatischer kaum denken lässt. Schwalb vertrat eine freisinnige, später außerdem radikal-sozialistische Theologie, die ab 1888 von Pastor Albert Kalthoff fortgesetzt wurde. Kalthoff lud 1904 die amerikanische Predigerin Anna Howard Shaw ein, in St. Martini zu sprechen. Shaw war damit wohl die erste Frau, die jemals in Deutschland in einer Kirche gepredigt hat.
Als theologisch liberale und politisch linksgerichtete Pastoren traten noch 1907–1933 Emil Felden und 1948–1950 Johannes Oberhof hervor. Seit dem (ersten) Amtsantritt Georg Huntemanns 1957 ist die Ausrichtung der Gemeinde betont konservativ.

## Martinikirche heute

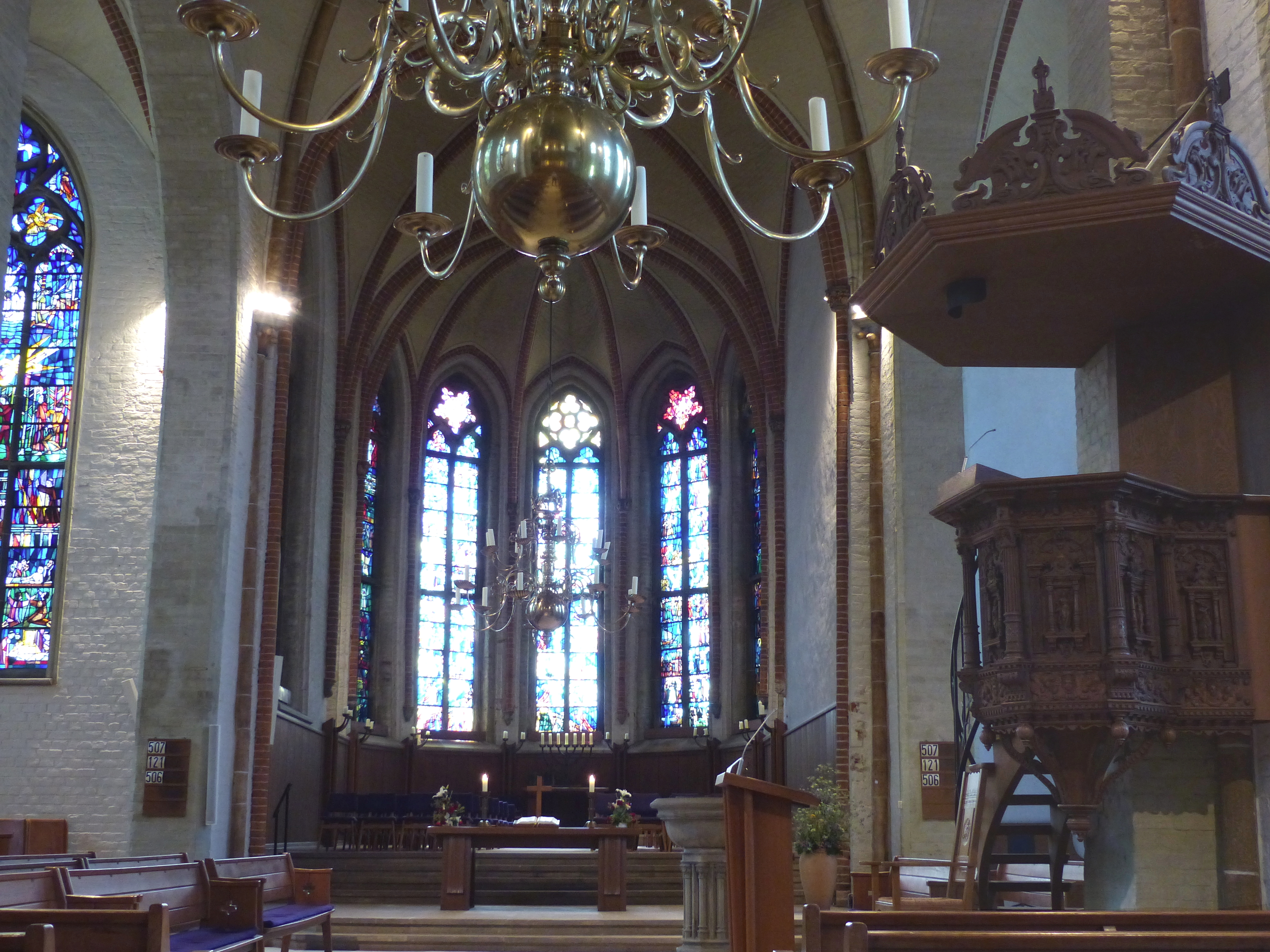
Altar, Taufbecken, Lesepult, Kanzel

### Gemeinde
Bekräftigt durch die Entscheidung des Bremer Senats im Zweiten Bremer Kirchenstreit 1844/45 sind die Gemeinden der erst seit 1873 auch formell unierten Bremischen Evangelischen Kirche weitgehend selbstständig, da sie Glaubens-, Gewissens- und Lehrfreiheit genießen.
Die als theologisch konservativ anzusehende St.-Martini-Gemeinde vertritt heute die Verkündigung des „unverfälschten biblischen“ Wortes. Ihr 1979 beschlossenes Bekenntnis fußt auf den drei altkirchlichen Glaubensbekenntnissen (Apostolikum, Athanasianum und Nicänum), den calvinistischen Bekenntnissen des Heidelberger Katechismus von 1563 und der Lehrregeln von Dordrecht von 1618/19 sowie der Theologischen Erklärung von Barmen von 1934 als Manifest der Bekennenden Kirche.
Die Gemeinde zählte im Jahr 2010 gut 1300 Mitglieder. An einem Sonntagsgottesdienst nahmen einem Medienbericht im Jahr 2010 zufolge durchschnittlich etwa 300 Personen teil.
Die St.-Martini-Gemeinde lehnt die Frauenordination ab. Der Kirchenvorstand beruft sich dabei auf die Gemeindeordnung. Dort steht unter Abschnitt „VII. Dienst in und an der Gemeinde [2]“: „… So erfolgt die Berufung in das Pfarramt gemäß der Heiligen Schrift nach 1 Tim 2,12 . …“
Dies führte im Juni 2008 dazu, dass der Pastorin Sabine Kurth aus Bremen-Walle nicht erlaubt wurde, auf einer Trauerfeier in der St.-Martini-Kirche von der Kanzel oder im Talar zu sprechen. Diese rigorose Abgrenzungspraxis der Martini-Gemeinde entspricht der theologischen Programmatik des früheren Martini-Pfarrers und emeritierten STH-Professors Georg Huntemann für eine „bekennende Kirche“ in der „Herausforderung des Modernismus“: eine „unumgängliche Klärung des christlichen Selbstverständnisses“, die „zweifellos zu einem Chisma innerhalb der gegenwärtigen Christenheit führen“ werde.
Die Ablehnung der Segnung gleichgeschlechtlicher Paare wurde in der Gemeindeordnung festgeschrieben und wird zudem in den Internetinformationen der Gemeinde zu Trauungen veröffentlicht. Gemeindepfarrer Olaf Latzel stellte in der Medienöffentlichkeit oder von der Gemeindekanzel aus Homosexualität unter anderem mit Berufung auf die Bibel auf eine Stufe mit „Lügen“ oder „Geldgier“. Nach einem taz-Bericht hatte die Gemeinde auf ihrer Website 2006 unter der Rubrik „Gemeinde/Städtepartnerschaften“ den homophoben Thesen des Erzbischofs der evangelisch-lutherischen Kirche von Lettland, Jānis Vanags, breiten Raum eingeräumt. Im Jahr 2008 bot Latzel dem Deutschen Institut für Jugend und Gesellschaft als Veranstalter des heftig umstrittenen Seminars „Homosexualität verstehen – Chance zur Veränderung“ die Räume der Gemeinde an, nachdem die Organisation die Veranstaltung vom damaligen Christival in Bremen aufgrund des öffentlichen Drucks zurückziehen musste.
Wenn ein Verstorbener zwar „Glied der evangelischen Kirche war, aber das Bekenntnis zu Jesus Christus offensichtlich verworfen oder öffentlich geschmäht hat“, droht ihm in St. Martini die Verweigerung einer kirchlichen Trauerfeier. Regularien für die Feststellung eines solchen Falls oder Einspruchsmöglichkeiten der betroffenen Angehörigen sieht die Gemeindeordnung nicht vor, jedoch, dass „sich der Pastor der Angehörigen seelsorgerlich anzunehmen“ hat.
Am 24. November 2024 teilte Jürgen Fischer, Bauherr (Kirchenvorsteher) der Gemeinde, mit, dass die St.-Martini-Gemeinde gegenüber der Bremischen Evangelischen Kirche (BEK) Rechte und Pflichten „ruhen lasse“, eine Möglichkeit, welche die Bremer Kirchenverfassung vorsieht. Die Gemeinde löst sich dadurch von den Ordnungen und Einrichtungen der BEK, ohne die Landeskirche formal zu verlassen. Die Gemeinde hatte beim Kirchenausschuss (Kirchenleitung) der BEK Widerspruch gegen die neue, am 1. Januar 2025 in Kraft tretende Verfassung eingelegt, mit der die BEK ihre bisherige Struktur als Bund selbstständiger Gemeinden aufgebe und sich in eine zentralistische, hierarchisch organisierte Kirche wandle, was die Glaubens-, Gewissens- und Lehrfreiheit der Gemeinden beschneide.

### Gemeindeleben
Zu den musikalischen Veranstaltungen gehört die Stunde der Kirchenmusik, bei der in Zusammenarbeit mit der Hochschule für Künste neben Orgelwerken auch geistliche Musik in Besetzungen mit Sängern und Instrumentalisten angeboten wird.

### Kirchenleitung
Der geschäftsführende Vorstand in St. Martini besteht aus drei Bauherren, die vom Kirchenvorstand aus seiner Mitte gewählt werden. Er führt die Beschlüsse des Konvents und des Kirchenvorstandes durch. In jährlichem Wechsel übernimmt einer der Bauherren das Amt des Verwaltenden Bauherrn. Er ist Sprecher der Gemeinde in der Öffentlichkeit und führt den Vorsitz in den Sitzungen des geschäftsführenden Vorstandes, des Kirchenvorstandes sowie im Konvent.

## Bedeutende Pastoren und Prediger
Bedeutende Pastoren und Prediger an St. Martini und ihre Amtszeit:
- Johann Timann, 1525–1557, lutherischer Theologe und erster Reformator in Bremen, schuf 1534 Bremens erste reformatorische Kirchenordnung
- Ludwig Crocius, 1610–1628, reformierter Prediger, Professor für Theologie & Philosophie, unterschrieb – neben anderen – für Bremen die 1618/19 erarbeiteten Dordrechter Artikel
- Philipp Caesar, 1628–1630, 1616 Prediger an St. Ansgarii, Professor am Gymnasium Illustre in Bremen
- Theodor Undereyck, 1670–1693, Pastor, Schriftsteller und Wegbereiter des Pietismus in der deutschen reformierten Kirche
- Joachim Neander, 1679–1680, Hilfsprediger, Kirchenlieddichter und Komponist, Schöpfer des Chorals Lobe den Herren, den mächtigen König der Ehren
- Gottfried Menken, 1811–1825, bedeutender Vertreter der Erweckungstheologie
- Georg Gottfried Treviranus, 1814–1866, Mitbegründer der Inneren Mission, der Evangelischen Allianz und des Deutschen Evangelischen Kirchentages
- Moritz Schwalb, 1867–1894, freisinniger Kämpfer für eine liberale Theologie
- Albert Kalthoff, 1888–1906, Mitbegründer und erster Vorsitzender des Deutschen Monistenbundes
- Emil Felden, 1907–1933, Theologe, sozialistischer und pazifistischer Politiker und Schriftsteller
- Karl Refer, 1934–1947, Theologe, Günstling des Bremer NS-Landesbischofs Weidemann
- Johannes Oberhof, 1948–1950, Theologe, religiöser Sozialist, wegen pazifistischer Aktivitäten des Amtes enthoben[26]
- Georg Huntemann, 1957–1958 und 1974–1987, Pastor bzw. Pastor primarius, Professor für Ethik und Apologetik und Doktor der Theologie und der Philosophie
- Wolfgang Wehowsky, 1958–1974, vorher auf Betreiben des Bischofs Weidemann ab 1936 Pfarrer an der damals neu errichteten Dankeskirche in Bremen-Osterholz, Vertreter der Bremischen Evangelischen Kirche im Rundfunkrat von Radio Bremen
- Jens Motschmann, 1987–2007, konservativer lutherischer Theologe und Publizist
- Olaf Latzel, seit 2007

Gastprediger
- Bernd Bierbaum, evangelisch-lutherischer Pastor im Ruhestand, vormals Epiphanias-Kirche Bremen, hält (Stand 2024) regelmäßig Predigten in St. Martini.[27]
- Anna Howard Shaw, methodistische Predigerin, US-amerikanische Bürgerrechtsaktivistin und Frauenrechtlerin, war 1904 mit ihrer Predigt in St. Martini vermutlich die erste Frau, die in einer deutschen Kirche predigen durfte.[11]

## Kritik
Mehrfach wurde die evangelische Gemeinde innerhalb und außerhalb der Kirche wegen von ihr theologisch begründeter Haltungen kritisiert. 2008 wurde einer Pastorin aus der eigenen Landeskirche die Kanzel verwehrt, da die Gemeinde es ablehnt, Frauen predigen zu lassen. Insbesondere vor dem Hintergrund, dass in der St.-Martini-Kirche 1904 erstmals eine Frau in Deutschland predigen durfte, stieß die Einstellung der Gemeinde auf Unverständnis. Die Gemeinde spricht sich auch gegen eine Gemeinde-Pastorin aus. U. a. der Verein der Pastorinnen und Pastoren in der Bremischen Evangelischen Kirche verurteilte das „Kanzelverbot“ für Frauen scharf; die Lehr-, Glaubens- und Gewissensfreiheit der bremischen Gemeinden ende beim Predigtverbot für Frauen, die Einheit des Pfarrerdienstrechtes und damit des Amtes der Verkündigung werde verlassen.
Im Januar 2015 geriet die Gemeinde erneut in die Kritik durch eine „Predigt, in der Pastor Olaf Latzel unter anderem das muslimische Zuckerfest ‚Blödsinn‘ und den katholischen Umgang mit Reliquien ‚Dreck‘ nannte“. Die Bremische Evangelische Kirche distanzierte sich öffentlich von diesen Äußerungen, ihr Schriftführer Renke Brahms verurteilte die Predigt und sprach von „geistiger Brandstiftung“. Der Vorstand der St.-Martini-Gemeinde stellte sich hingegen in einer öffentlichen Stellungnahme hinter Latzel, der allerdings für etwaige Verletzungen religiöser Gefühle um Entschuldigung gebeten hatte.
Im November 2020 musste sich Latzel vor dem Amtsgericht Bremen verantworten. Er hatte im Rahmen eines Eheseminars im Oktober 2019, das später auf YouTube veröffentlicht, dann aber wieder gelöscht wurde, Homosexualität als „Degenerationsform von Gesellschaft“ und als „todeswürdig“ bezeichnet und erklärt, dass die Anerkennung von Transsexualität „unsere gesamte Zivilisation und Kultur […] zerstöre“. Die Bremer Staatsanwaltschaft erhob deshalb Anklage wegen Volksverhetzung gegen Latzel. Er habe sich in dem Ehe-Seminar in einer Weise geäußert, die den öffentlichen Frieden stören und zum Hass gegen homosexuelle Menschen aufstacheln könne. Die Gemeinde erklärte hingegen, Latzel habe in „seinen Äußerungen zur praktizierten Homosexualität auf dem Eheseminar in keiner Weise gegen die aus seiner Ordination bestehenden Pflichten verstoßen, […] vielmehr seine Verpflichtungen gegenüber der Gemeindeordnung erfüllt.“ Latzel wurde zu einer Geldstrafe verurteilt, legte aber Berufung gegen das Urteil ein. Am 20. Mai 2022 hob das Landgericht das Urteil auf.  Die Äußerungen seien noch von der Religions- und Meinungsfreiheit gedeckt. Latzel habe sich nicht gegen eine Bevölkerungsgruppe, sondern gegen Gendertheorie und ein soziologisches Konzept gewandt. Seine Sprache trage dabei zwar nicht zu einem guten Zusammenleben bei, er argumentiere aber aus der Bibel heraus. Ein Disziplinarverfahren der Bremischen Evangelischen Kirche lief aber weiter.